# Busway de Nantes
Pour les articles homonymes, voir Busway.
Pour un article plus général, voir Transports en commun de l'agglomération nantaise.
Le Busway de Nantes est un réseau de bus à haut niveau de service des transports en commun de l'agglomération nantaise exploité par la Semitan pour le compte de Nantes Métropole. Lancé en 2006, le réseau est actuellement constitué de 2 lignes : les lignes 4 et 5.
Le réseau de Busway de Nantes est le premier de France à avoir reçu le label de qualité « Busway », une marque déposée de concept de lignes BHNS.

## Histoire

Logo officiel Busway.

### Première ligne

#### Les débuts
Créé à la suite de l'ouverture en 2000 de la ligne 3, la ligne 4 a pour vocation de remplacer l'ancien projet de prolongement de la ligne 3 vers Saint-Sébastien-sur-Loire et Vertou. En effet, avant l'inversion des lignes 2 et 3, il était envisagé de prolonger la ligne 3 vers les communes du sud-est de l'agglomération, en empruntant la deuxième ligne de ponts parallèles à la ligne 2, et en effectuant un tronc commun avec la ligne 1 de Commerce à Duchesse Anne ─ Château (ce tracé, par rapport à l'idée de suivre la ligne 2 sur l'île de Nantes, permettrait de mieux desservir cette dernière).
Mais après plusieurs études, on juge que le taux de fréquentation (17 000 voyageurs supplémentaires estimés sur la ligne) ne permettra pas de rentabiliser l'investissement d'un nouveau tronçon de tramway vers ce secteur (135 millions d'euros pour 4 km de nouvelles voies), d'autant que la situation est aggravée par le désengagement financier de l'État. Ce projet est donc remis en cause en 2001 puis abandonné, et Nantes Métropole réfléchit alors à un nouveau mode de transport qui permettrait une qualité de service proche de celle d'un tramway, mais d'un coût plus raisonnable. L'idée qui émerge est celle du bus à haut niveau de service, une ligne de bus de grande capacité, disposant d'une grande fréquence et amplitude, et roulant majoritairement en site propre : ce système est donc fondé sur le même principe de fonctionnement que le tramway.
Ce mode de transport est définitivement validé lors du conseil communautaire de décembre 2002. S'ensuit une enquête publique en avril/mai 2004 avant le lancement des travaux en 2005.

#### Les travaux

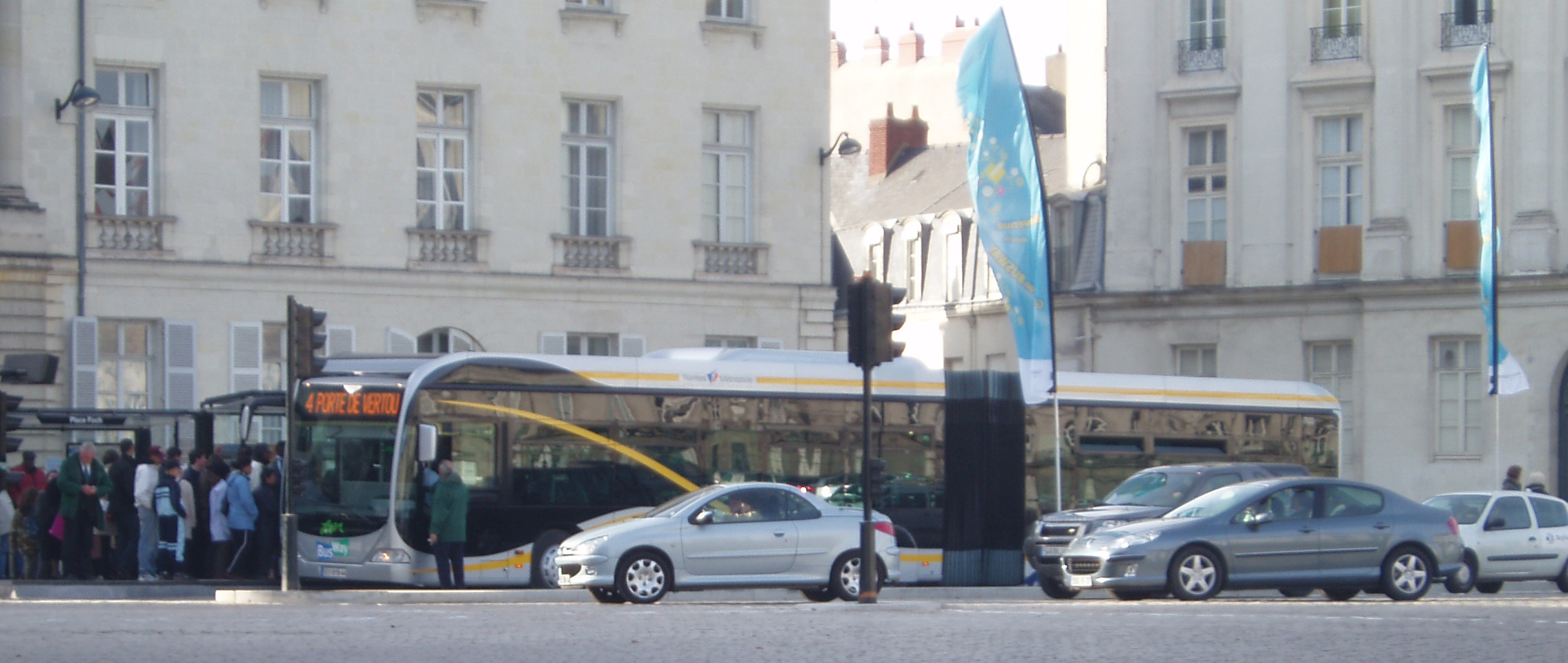
Inauguration de la ligne 4, le 4 novembre 2006.

Après le choix du tracé définitif, qui partira de la place Maréchal-Foch et qui suivra cette deuxième ligne de ponts (desservie alors par les lignes de bus 26, 27, 28 et 29) jusqu'à la Porte de Vertou, et après une réflexion sur le matériel à utiliser, le chantier de la ligne 4 débute le 24 mars 2005 pour s'achever en novembre 2006, après des mois de travaux dans un contexte difficile (importante restrictions de circulation sur l'un des principaux axes de circulation de la métropole).
Au passage, en mars 2005, est signé le concept Busway entre Nantes Métropole, Transdev et la Semitan, faisant ainsi de la ligne 4 la première ligne de concept Busway de France. On retrouve par ailleurs ce concept à Maubeuge : le matériel utilisé n'est pas le même (des Irisbus Crealis) mais le terme Busway est utilisé, et le logo est présent sur les véhicules.
Les 20 Mercedes Citaro G GNV BHNS qui vont équiper la ligne 4 sont livrés à partir de mi-septembre 2006, pour une inauguration de la ligne le week-end du 4 et 5 novembre, et une mise en service le 6 novembre. Pour combler un retard de livraison de certains véhicules, certains Citaro G classiques sont affectés à la ligne jusqu'en décembre.
L'investissement total pour la ligne 4 s'élève à 75 millions d'euros (dont 60 millions pour l'infrastructure, 11 millions pour l'achat du matériel roulant, et 4 millions pour le foncier), et est donc trois fois plus faible que pour un tramway. Nantes Métropole a financé à hauteur de 70 millions d'euros, la région à 2,3 millions, et l'Union européenne (à travers le projet Civitas Vivaldi) à 1,85 million d'euros. La fréquentation est estimée à 25 000 voyageurs par jour à terme.

#### Succès et premier bus bi-articulé
Dès son lancement, la ligne 4 remporte un franc succès et transporte 17 000 voyageurs par jour en semaine à son ouverture. Ce chiffre passe à 34 000 en 2012, 37 000 en 2015 et 42 660 en 2018,.
Au vu de cette fréquentation grandissante, un bus bi-articulé est testé sur la ligne en novembre 2009 durant deux jours consécutifs, afin de voir si ce véhicule correspond aux besoins de la ligne,. Le modèle expérimenté est un Hess lighTram 25 Hybride de 24 mètres pouvant embarquer 200 passagers. Cependant, une autre solution est mise en place à partir du 23 août 2010, en augmentant la fréquence à un passage toutes les 3 minutes en heure de pointe.

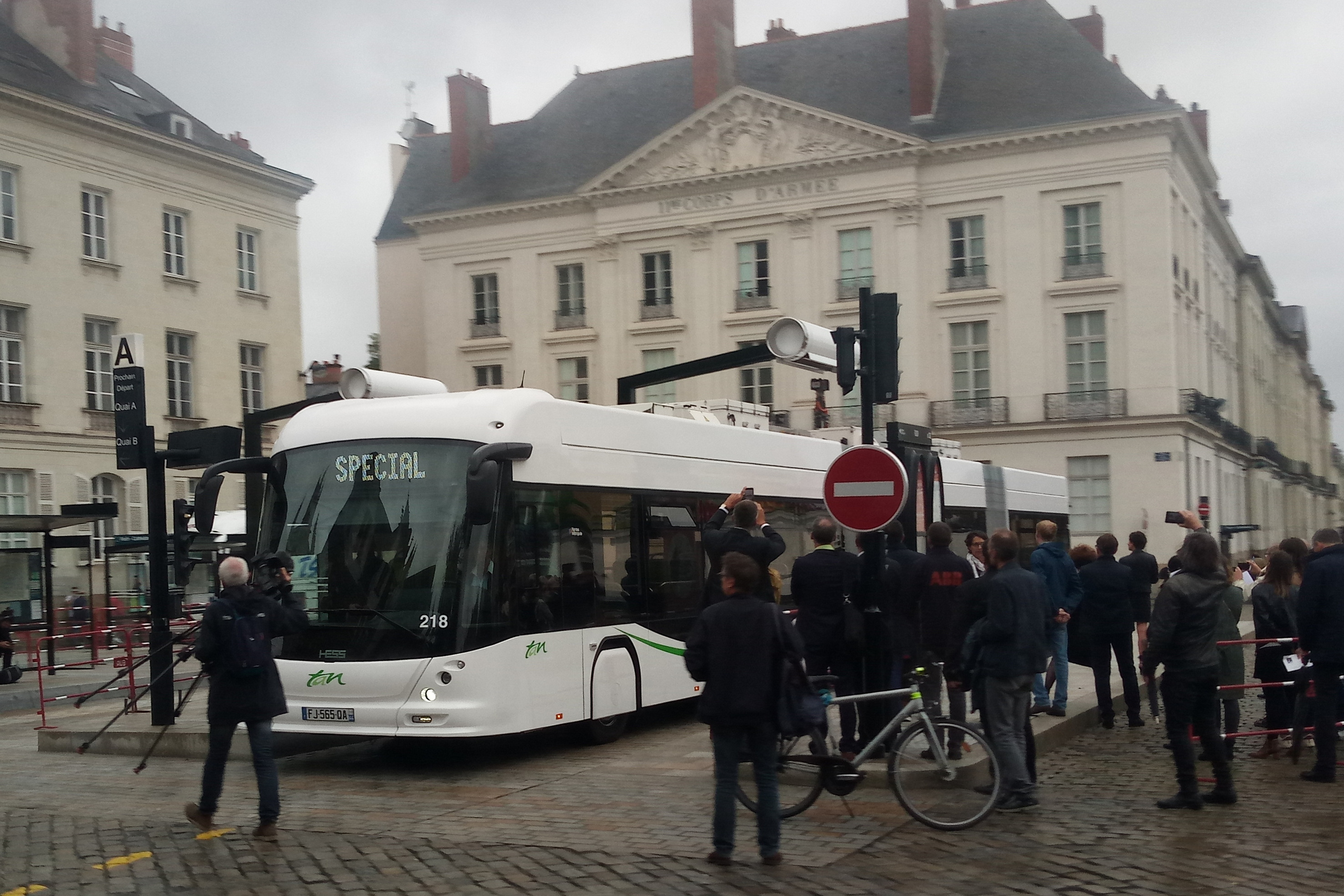
Démonstration d'une recharge d'un lighTram à Foch ─ Cathédrale.

#### Nouveau matériel
Mais la surcharge de la ligne en heure de pointe oblige Nantes Métropole à réfléchir à une solution pour augmenter la capacité de la ligne, et vote donc son électrification en décembre 2015. En février 2016, la SEMITAN obtient le mandat pour l’achat de Busway électriques, et le marché de ces nouveaux bus bi-articulés est attribué au constructeur suisse Hess avec ses « lighTram » en juin 2017.
La livraison des premiers véhicules intervient au début de l'été 2019. S'ensuit une période de tests sur la ligne, dont des essais avec voyageurs à partir du 20 août 2019, avant la mise en service commercial des premières unités le 4 octobre 2019.

### Deuxième ligne

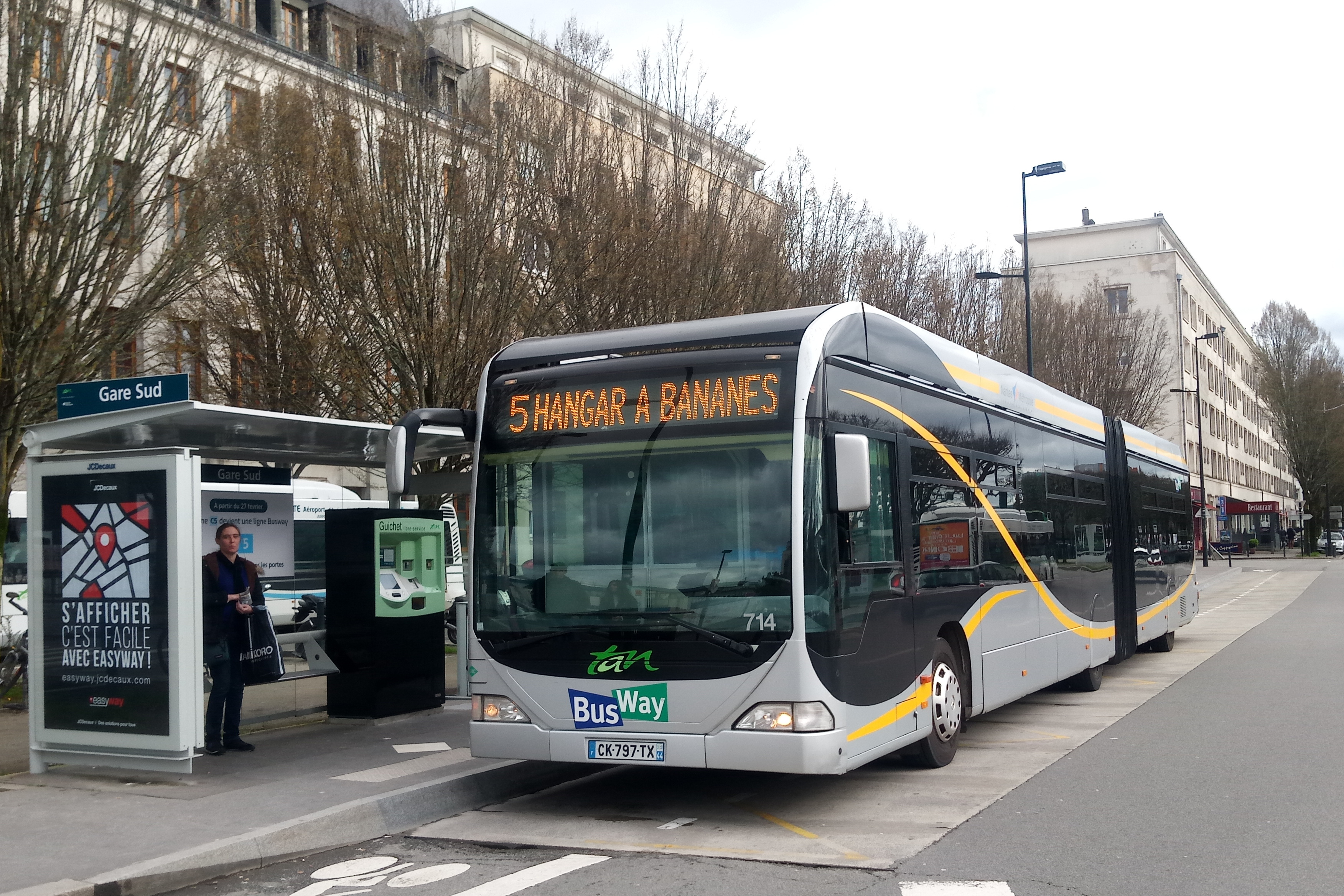
Mercedes-Benz Citaro G à Gare Sud sur la ligne 5.

Après le succès de la ligne 4, et au vu de la demande croissante sur la ligne C5, Nantes Métropole annonce la transformation de celle-ci en ligne 5 de Busway le 7 juin 2019. Ce changement permet d'augmenter la fréquence et l'accessibilité de cette ligne qui était particulièrement surchargée, avec l'arrivée des Citaro G de la ligne 4, remplacés par les Hess lighTram, et l'installation de distributeurs et de rampes PMR en station. La ligne 5 a été lancée le 27 février 2020.
À la rentrée 2020 (qui a lieu exceptionnellement le 2 novembre 2020 à cause de la crise sanitaire), le prolongement de la ligne 5 à Commerce en service de nuit a été supprimé. La ligne 5 effectue donc le même trajet de début à fin de service,.

## Le réseau actuel

### Aperçu général

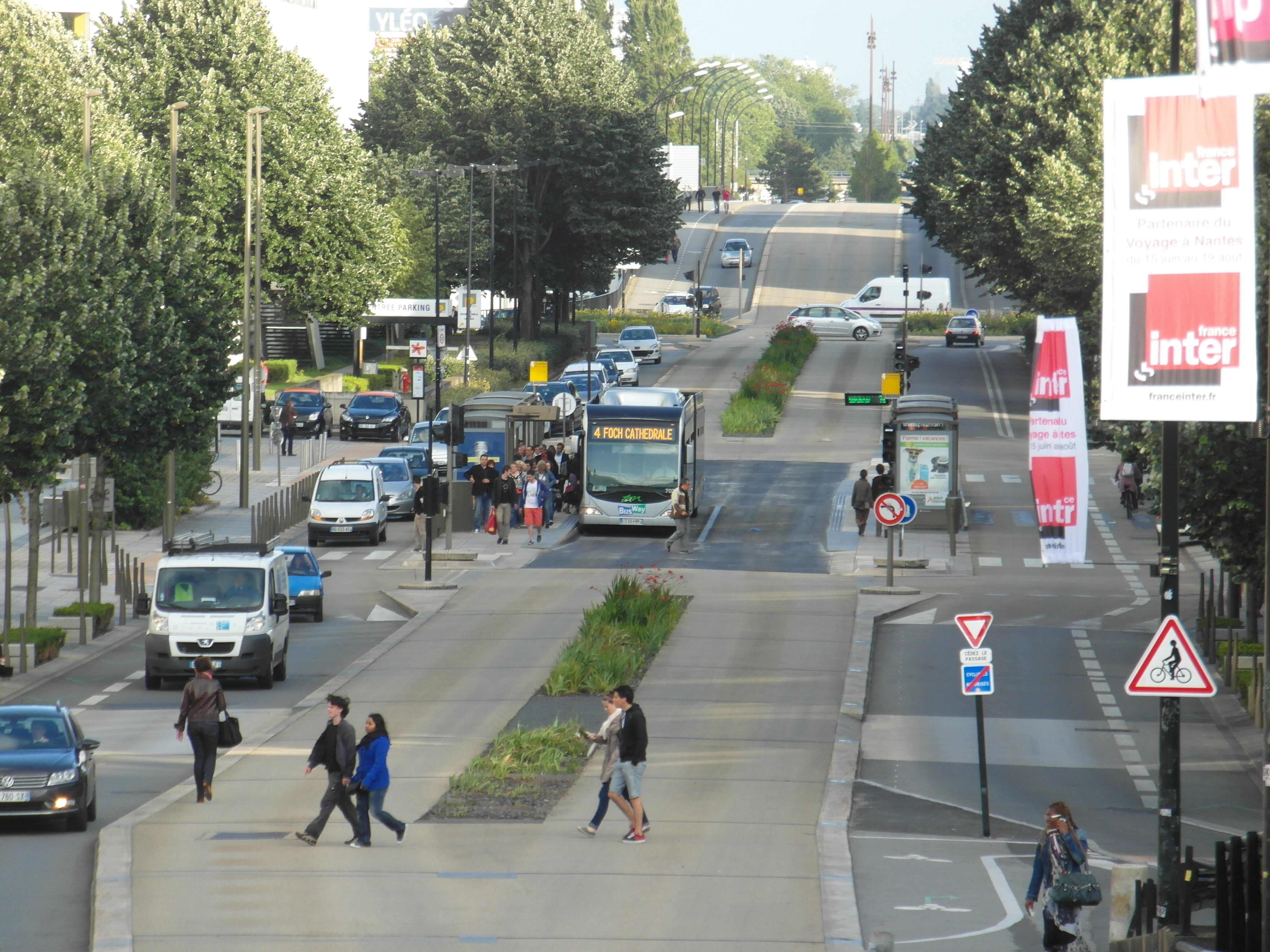
La ligne 4 roule majoritairement en site propre.

Le réseau de Busway est actuellement constitué de 2 lignes (numérotées 4 et 5, pour suivre la continuité de la numérotation des lignes de tramway). 30 stations sont réparties sur les 13 km de lignes commerciales du réseau (7 km pour la ligne 4 et 6 km pour la ligne 5). Les lignes sont exploitées par la SEMITAN et chacune dispose de son propre dépôt ou sont réparties les 42 bus en service (22 Hess lighTram 25 TOSA pour la ligne 4 au dépôt de la Vertonne, et 20 Mercedes Citaro G GNV BHNS pour la ligne 5 au dépôt de Trentemoult).
Les bus circulent en grande majorité en site propre (70% du tracé pour la ligne 5) ou aucun autre véhicule ne peut circuler, ce qui permet au BHNS d'avoir une vitesse commerciale légèrement plus élevée que les bus et qui se rapproche de celle d'une ligne de tramway. Il y a cependant quelques tronçons (appelés « sites banals ») ou les bus empruntent la circulation générale, notamment aux terminus afin d'effectuer leurs demi-tours, ou dans des rues trop étroites (ces tronçons sont par ailleurs classés en Zone 30).
Ces deux lignes ont une seule station commune, Île de Nantes, qui est située à côté du centre commercial Beaulieu sur l'Île de Nantes.
Contrairement au tramway, les cyclistes ne peuvent pas emprunter le Busway avec leur vélo. Seuls les vélos pliants sont tolérés toute la journée s'ils sont pliés et protégés ou s'ils sont rangés dans une housse (alors considérés comme un bagage à main).
L'ensemble des véhicules du parc disposent également d'un accès Wi-Fi gratuit appelé « Nantes Wifi Public », mis en place depuis le 30 mai 2017.
Le réseau est desservi de 4 h 50 à 0 h 40 tous les jours (sauf le 1er mai), et est prolongé jusqu'à 2 h 40 les vendredis et samedis en service de nuit. Du lundi au samedi, la fréquence de passage est de 10 à 20 minutes le matin, de 3 à 10 minutes en journée, de 7 à 15 minutes en soirée et de 30 minutes après 22 h 30. Le dimanche et les jours fériés, un Busway passe toutes les 22 à 25 minutes le matin, toutes les 12 à 25 minutes en journée, toutes les 15 à 25 minutes en soirée et toutes les 30 minutes après 22 h 30.
| Ligne | Caractéristiques | Caractéristiques                    | Caractéristiques                    | Caractéristiques                    | Caractéristiques                                         | Caractéristiques                              | Caractéristiques                         | Caractéristiques                    | Caractéristiques                    |
| 4     | Ligne 4 du Busway de Nantes | Ligne 4 du Busway de Nantes         | Ligne 4 du Busway de Nantes         | Ligne 4 du Busway de Nantes         | Ligne 4 du Busway de Nantes                              | Ligne 4 du Busway de Nantes                   | Ligne 4 du Busway de Nantes              | Ligne 4 du Busway de Nantes         | Ligne 4 du Busway de Nantes         |
| 4     | Foch – Cathédrale ⥋ Porte de Vertou | Foch – Cathédrale ⥋ Porte de Vertou | Foch – Cathédrale ⥋ Porte de Vertou | Foch – Cathédrale ⥋ Porte de Vertou | Foch – Cathédrale ⥋ Porte de Vertou                      | Foch – Cathédrale ⥋ Porte de Vertou           | Foch – Cathédrale ⥋ Porte de Vertou      | Foch – Cathédrale ⥋ Porte de Vertou | Foch – Cathédrale ⥋ Porte de Vertou |
| ----- | --- | ----------------------------------- | ----------------------------------- | ----------------------------------- | -------------------------------------------------------- | --------------------------------------------- | ---------------------------------------- | ----------------------------------- | ----------------------------------- |
| 4     | Ouverture / Fermeture 6 novembre 2006 / — | Longueur 7 km                       | Durée 20 min                        | Nb. d’arrêts 15                     | Matériel lighTram 25 TOSA                                | Jours de fonctionnement L, Ma, Me, J, V, S, D | Jour / Soir / Nuit / Fêtes O / O / O / O | Voy. / an 9 300 000 en 2 019        | Dépôt Vertonne                      |
| 4     | Desserte : - Ville(s) desservie(s) : Nantes, Saint-Sébastien-sur-Loire et Vertou |                                     |                                     |                                     |                                                          |                                               |                                          |                                     |                                     |
| 4     | Autre : - Amplitude horaire et fréquence : - Du lundi au samedi de 4 h 50 à 0 h 40 (2 h 40 le vendredi et samedi) avec un Busway toutes les 10 à 20 minutes le matin, toutes les 3 à 7 minutes en journée, toutes les 7 à 10 minutes en soirée et toutes les 30 minutes en service de nuit après 22 h 30. - Le dimanche et jours fériés de 5 h 30 à 0 h 40 avec un Busway toutes les 22 minutes le matin, toutes les 12 à 15 minutes en journée, toutes les 15 minutes en soirée et toutes les 30 minutes en service de nuit après 22 h 30. - Date de dernière mise à jour : 4 septembre 2020 |                                     |                                     |                                     |                                                          |                                               |                                          |                                     |                                     |
| 4     | Dernière actualisation : — |                                     |                                     |                                     |                                                          |                                               |                                          |                                     |                                     |
| 5     | Ligne 5 du Busway de Nantes | Ligne 5 du Busway de Nantes         | Ligne 5 du Busway de Nantes         | Ligne 5 du Busway de Nantes         | Ligne 5 du Busway de Nantes                              | Ligne 5 du Busway de Nantes                   | Ligne 5 du Busway de Nantes              | Ligne 5 du Busway de Nantes         | Ligne 5 du Busway de Nantes         |
| 5     | Gare Sud ⥋ Hangar à bananes |                                     |                                     |                                     |                                                          |                                               |                                          |                                     |                                     |
| 5     | Ouverture / Fermeture 27 février 2020 / — | Longueur 6 km                       | Durée 20 min                        | Nb. d’arrêts 15                     | Matériel Citaro G GNV BHNS Iveco Urbanway 18 GNV Hybride | Jours de fonctionnement L, Ma, Me, J, V, S, D | Jour / Soir / Nuit / Fêtes O / O / O / O | Voy. / an —                         | Dépôt Trentemoult                   |
| 5     | Desserte : - Ville(s) desservie(s) : Nantes |                                     |                                     |                                     |                                                          |                                               |                                          |                                     |                                     |
| 5     | Autre : - Amplitude horaire et fréquence : - Du lundi au samedi de 5 h 0 à 0 h 5 (2 h 5 le vendredi et samedi) avec un Busway toutes les 10 à 20 minutes le matin, toutes les 4 à 10 minutes en journée, toutes les 8 à 15 minutes en soirée et toutes les 30 minutes en service de nuit après 22 h 30. - Le dimanche et jours fériés de 5 h 55 à 0 h 5 avec un Busway toutes les 25 minutes en journée et toutes les 30 minutes en service de nuit après 22 h 30. - Date de dernière mise à jour : 3 novembre 2020                                                                           |                                     |                                     |                                     |                                                          |                                               |                                          |                                     |                                     |
| 5     | Dernière actualisation : — |                                     |                                     |                                     |                                                          |                                               |                                          |                                     |                                     |

### Matériel roulant
La Semitan exploite 42 véhicules BHNS répartis sur 2 dépôts.
| Constructeur  | Modèle                 | Nombre | Numéros de parc | Période de mise en service | Affectation | Exploitant |
| ------------- | ---------------------- | ------ | --------------- | -------------------------- | ----------- | ---------- |
| Hess          | lighTram 25 TOSA       | 22     | nos 201 à 222   | 2018 - 2019                | 4           | SEMITAN    |
| Mercedes-Benz | Citaro G GNV BHNS      | 20     | nos 701 à 720   | 2006                       | 5           | SEMITAN    |
| Iveco Bus     | Urbanway 18 GNV Hybrid | 20     | nos 801 à 820   | 2022 - 2023                | 5           | SEMITAN    |

#### Mercedes-Benz Citaro G GNV BHNS

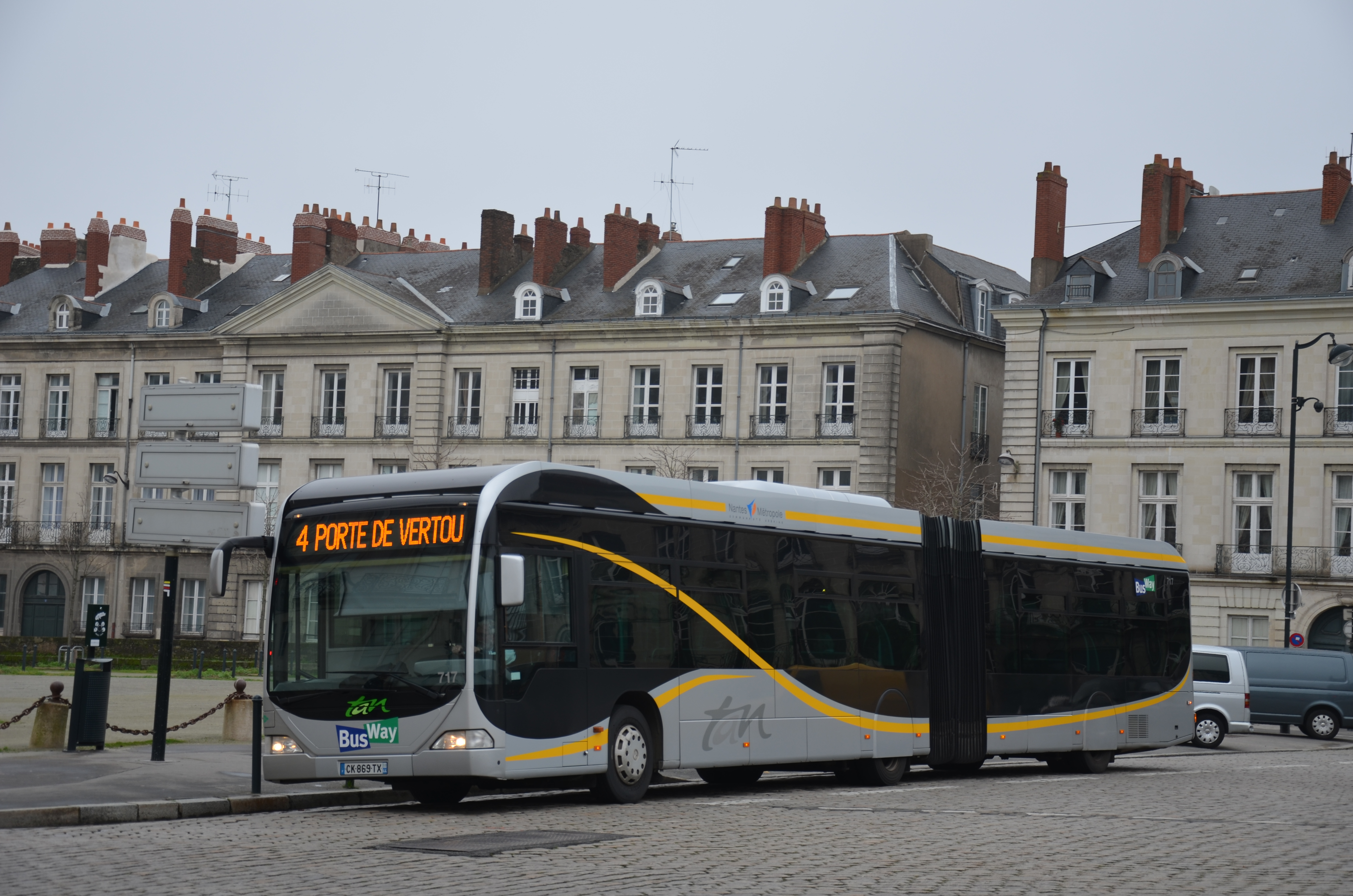
Mercedes Citaro G GNV BHNS N°717 arrivant au terminus Foch ─ Cathédrale.

Les Mercedes-Benz Citaro G GNV BHNS sont les premiers véhicules qui ont assuré la ligne 4 de son ouverture en 2006 jusqu'en 2019, avant d'être redéployés sur la ligne 5 à partir de février 2019.
Disposant d'une livrée spécifique pour la ligne 4, les véhicules possèdent également quatre portes louvoyantes en libre-service qui permettent de faciliter les flux, ainsi qu'une rampe PMR sous les deuxième et troisième portes. L'intérieur dispose d'une ambiance soignée, avec des tapis de sol colorés, des grands sièges et des éclairages de différentes couleurs, d'un Système d'information voyageurs avec des annonces sonores, de schémas de ligne dynamiques et des écrans TFT indiquant les correspondances aux pôles d'échanges.
Le premier Citaro G GNV BHNS, le 701, arrive en terre nantaise à la mi-septembre 2006, et est présenté aux nantais à l'occasion de la Semaine européenne de la mobilité. Les 19 suivants, numérotés jusqu'à 720, arrivent peu après, mais certains accusent des retards de livraisons, ce qui oblige la Semitan à utiliser des Citaro G classiques sur la ligne 4 jusqu'en décembre 2006.
En 2008, le 703 effectue un court séjour sur Paris afin d'être présenté au Salon des Transports Publics qui se déroule du 10 au 12 juin au parc des expositions de la porte de Versailles,.
Pour augmenter la capacité de la ligne 4, la SEMITAN achète d'occasion en 2013 au réseau DIVIA de Dijon, 15 Citaro G GNV d'occasion, dont 3 sont affectés à la ligne 4 et reçoivent donc la livrée réglementaire (ils disposent d'un carénage BHNS sur le toit). Ces véhicules, numérotés 721, 722 et 724, sont de la deuxième génération de Citaro dite « Facelift », comparé à la première série de véhicules (701 à 720) qui sont de première génération.
En février 2020, avec le lancement de la ligne 5, les 20 premiers véhicules sont redéployés sur cette ligne,, tandis que les 3 achetés d'occasion perdent leur livrée Busway pour la livrée TAN, et officient sur des lignes du dépôt de Trentemoult. En remplacement des anciens écrans qui sont retirés, les véhicules redéployés sur la ligne 5 reçoivent de nouveaux écrans LED d'informations voyageurs, identiques à ceux installés dans les Iveco Bus Urbanway 18 GNV et Hess lighTram 25 TOSA.
Avec l'arrivée des nouveaux bus, les Citaro G GNV sont progressivement retirés de la circulation à partir de fin 2022.

##### Galerie photos

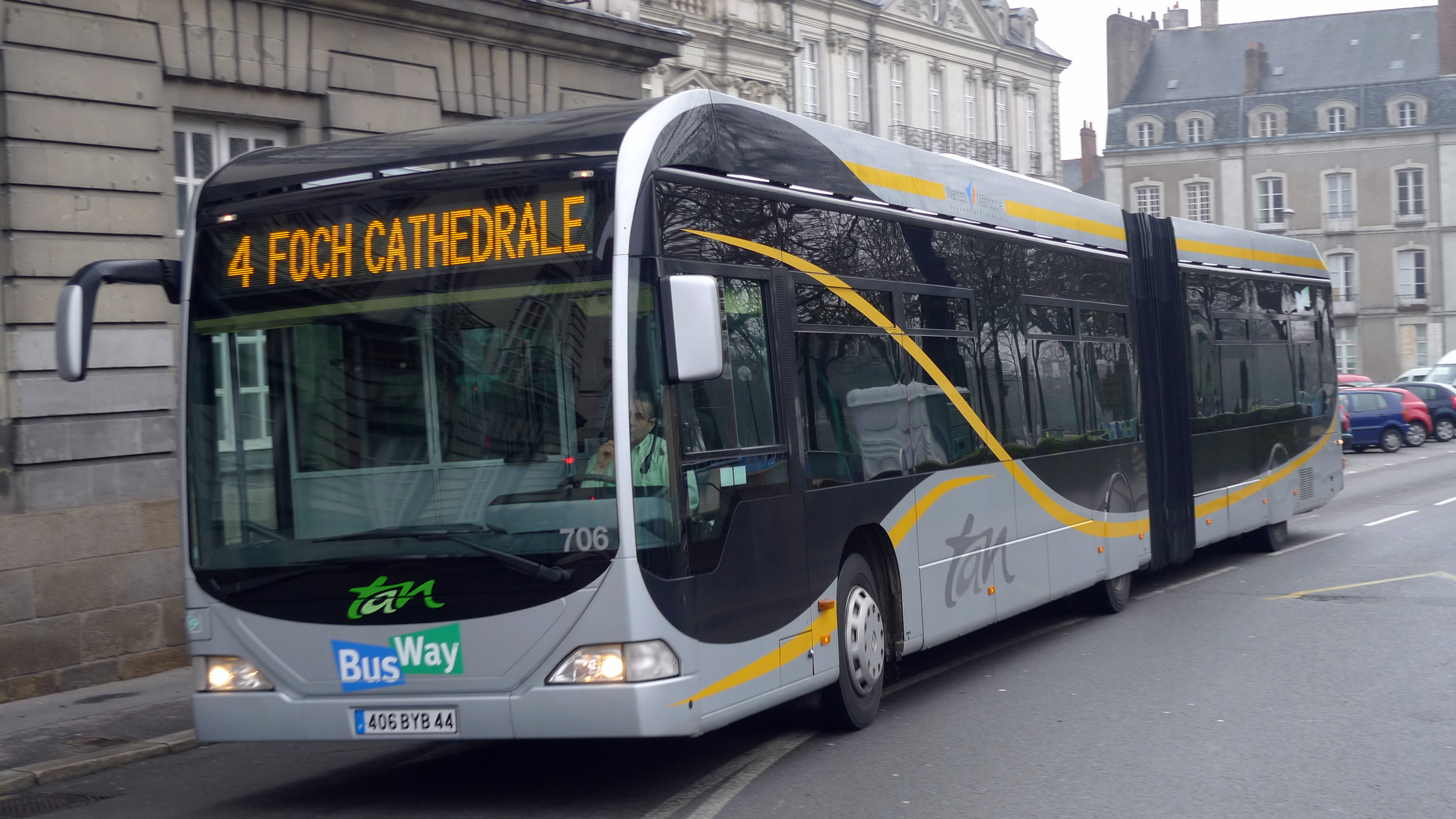
Citaro 706 arrivant à Foch
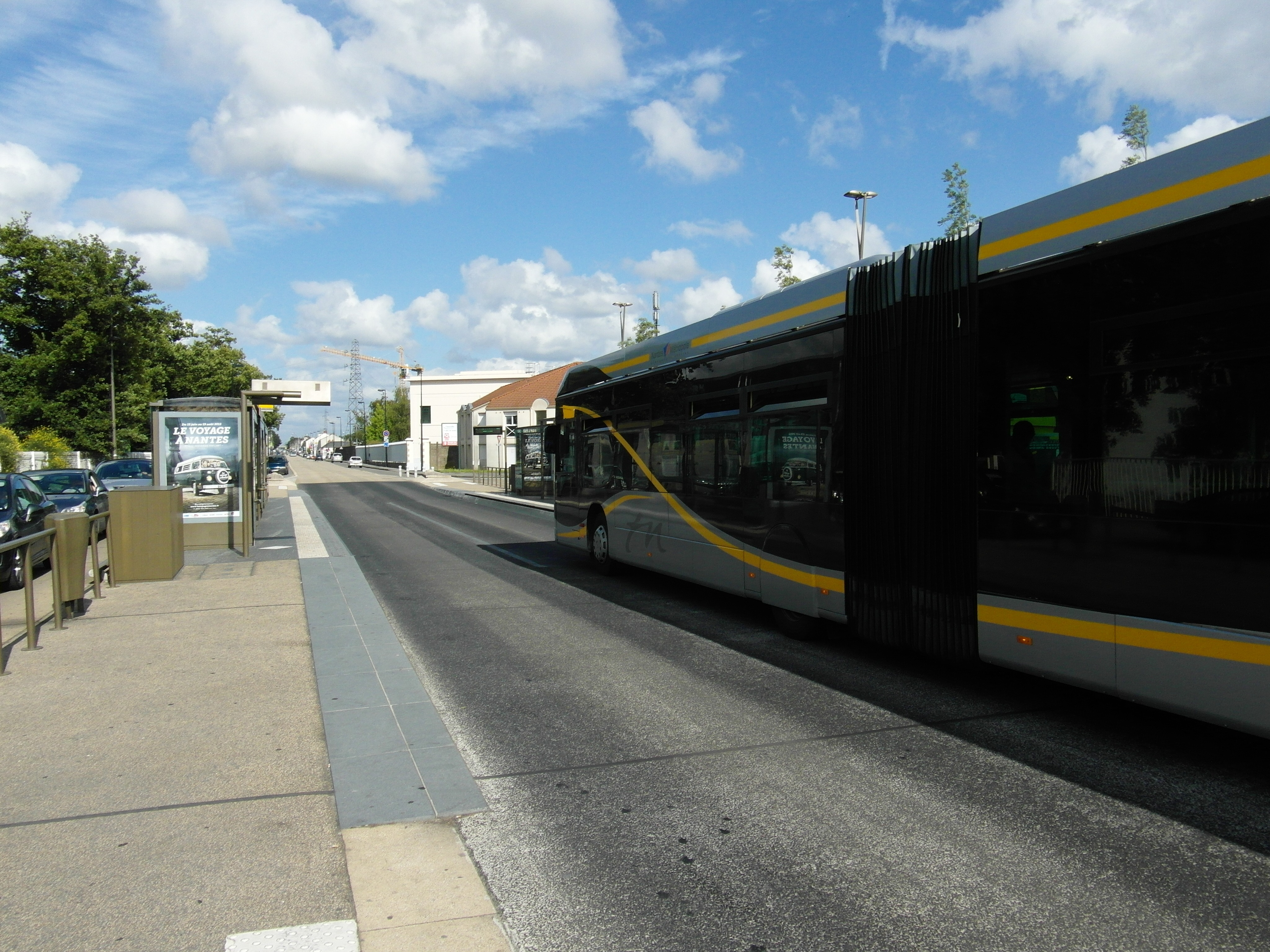
Face latérale d'un Citaro G
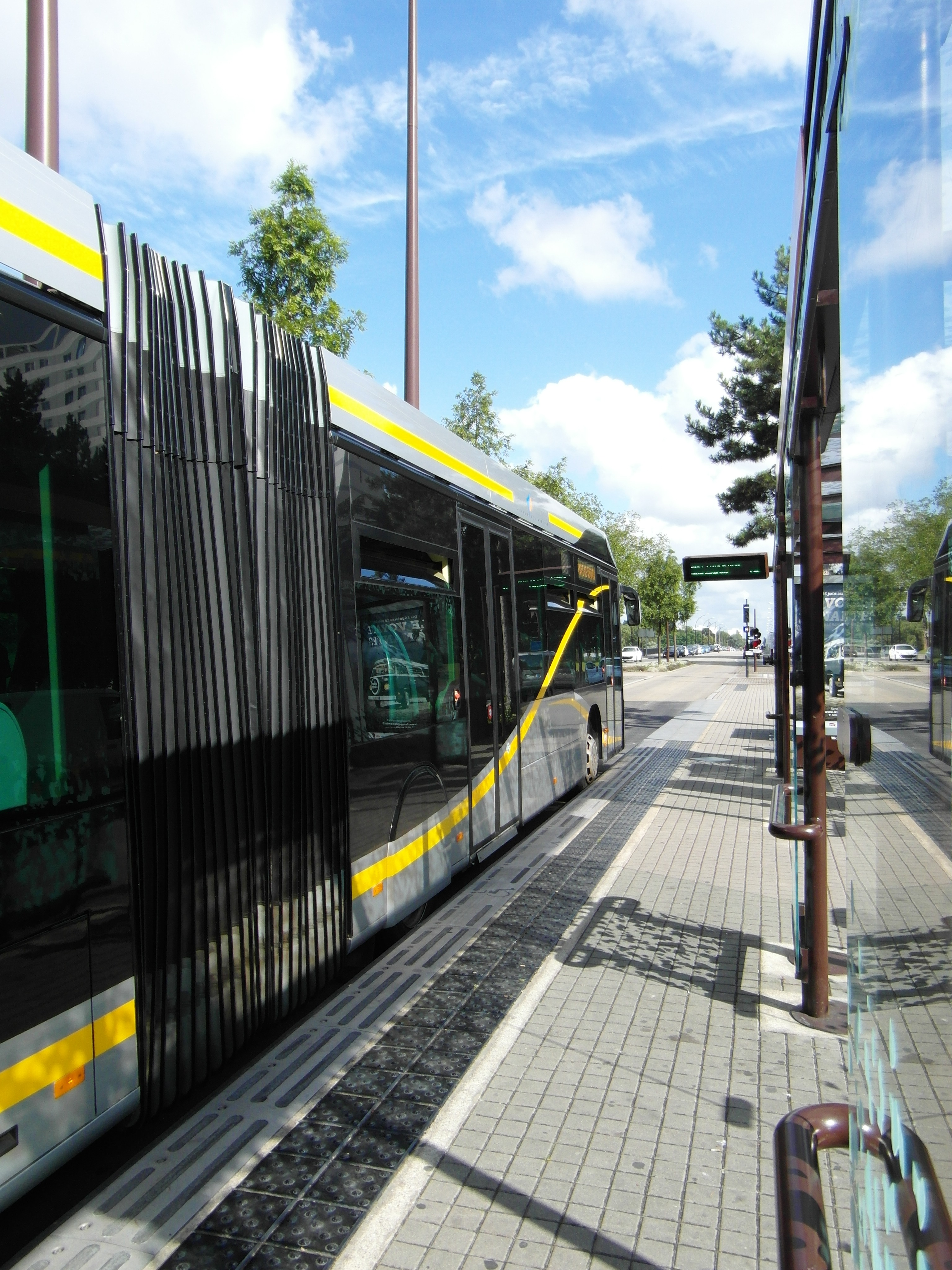
Côté portes
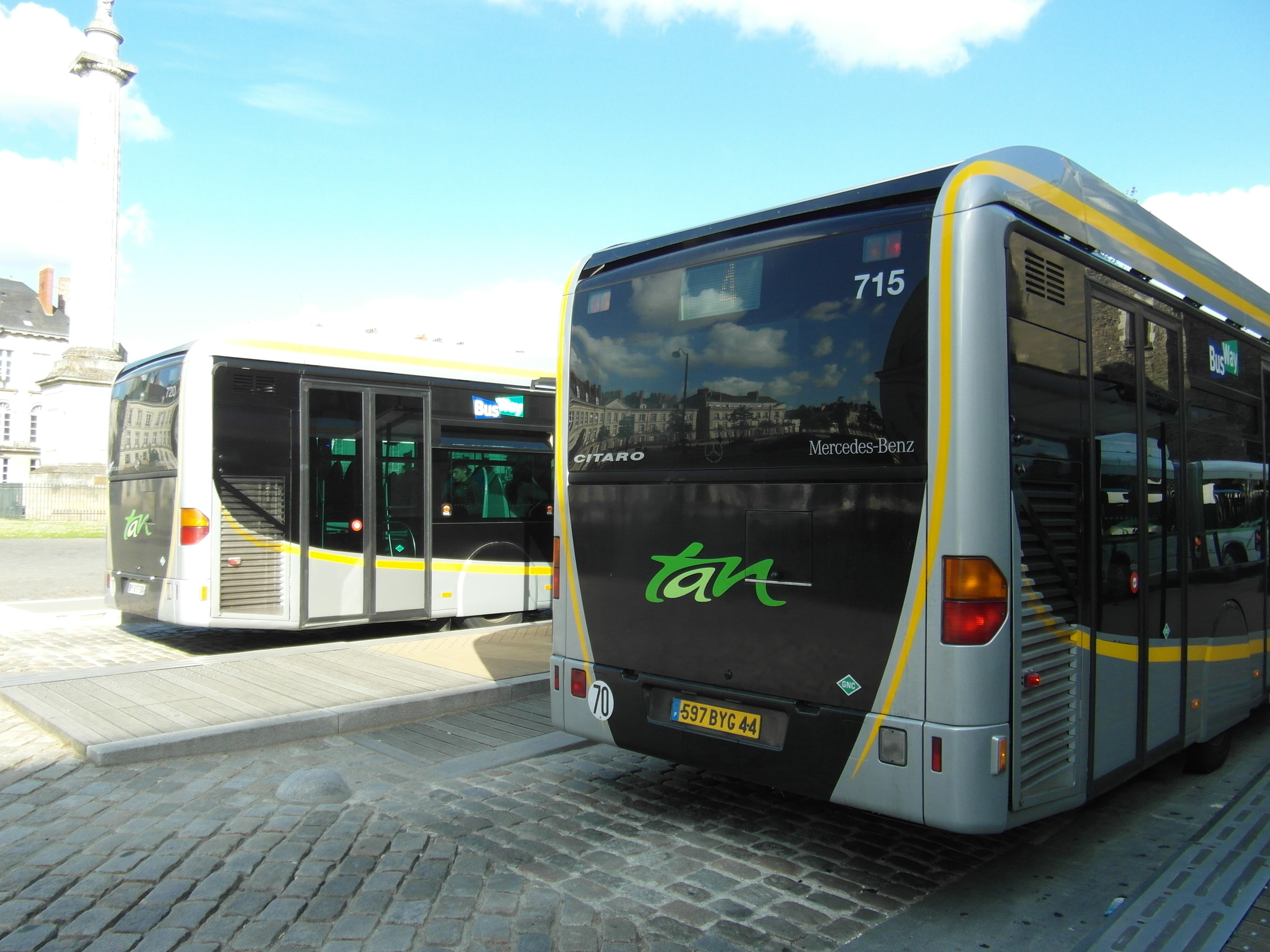
Arrière du 715
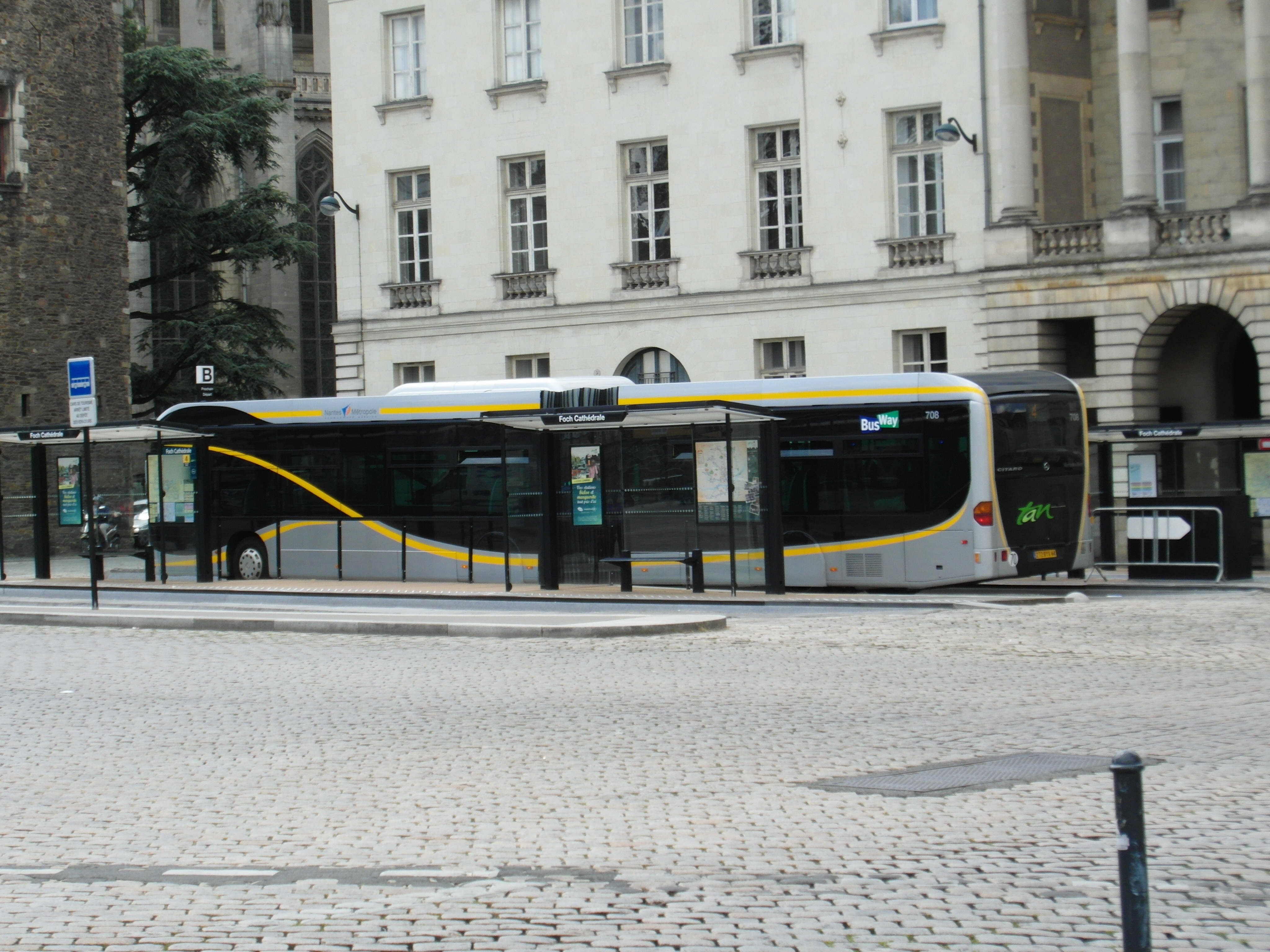
Citaro 708 à Foch
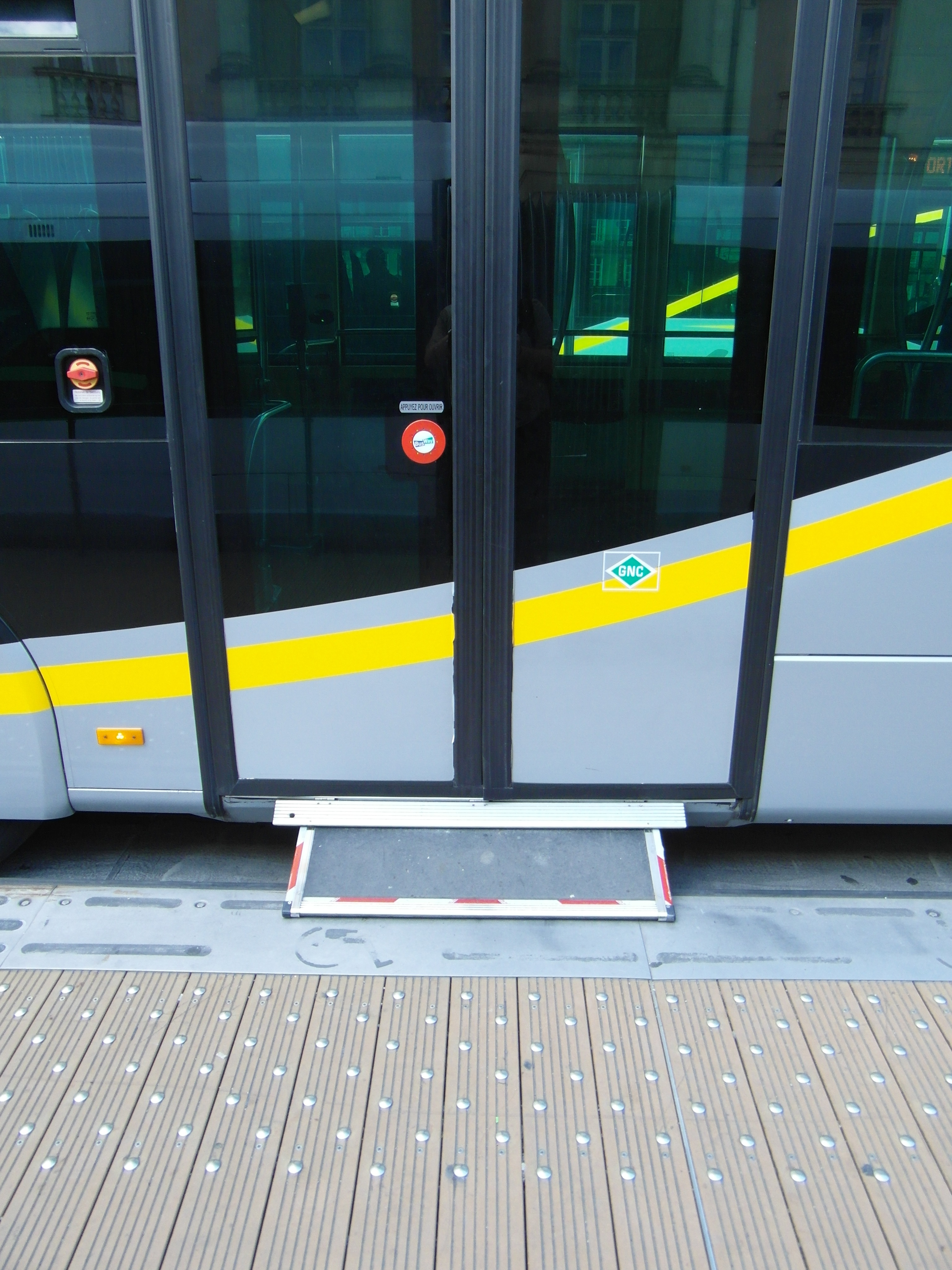
Palette UFR sortie

#### Hess lighTram 25 TOSA

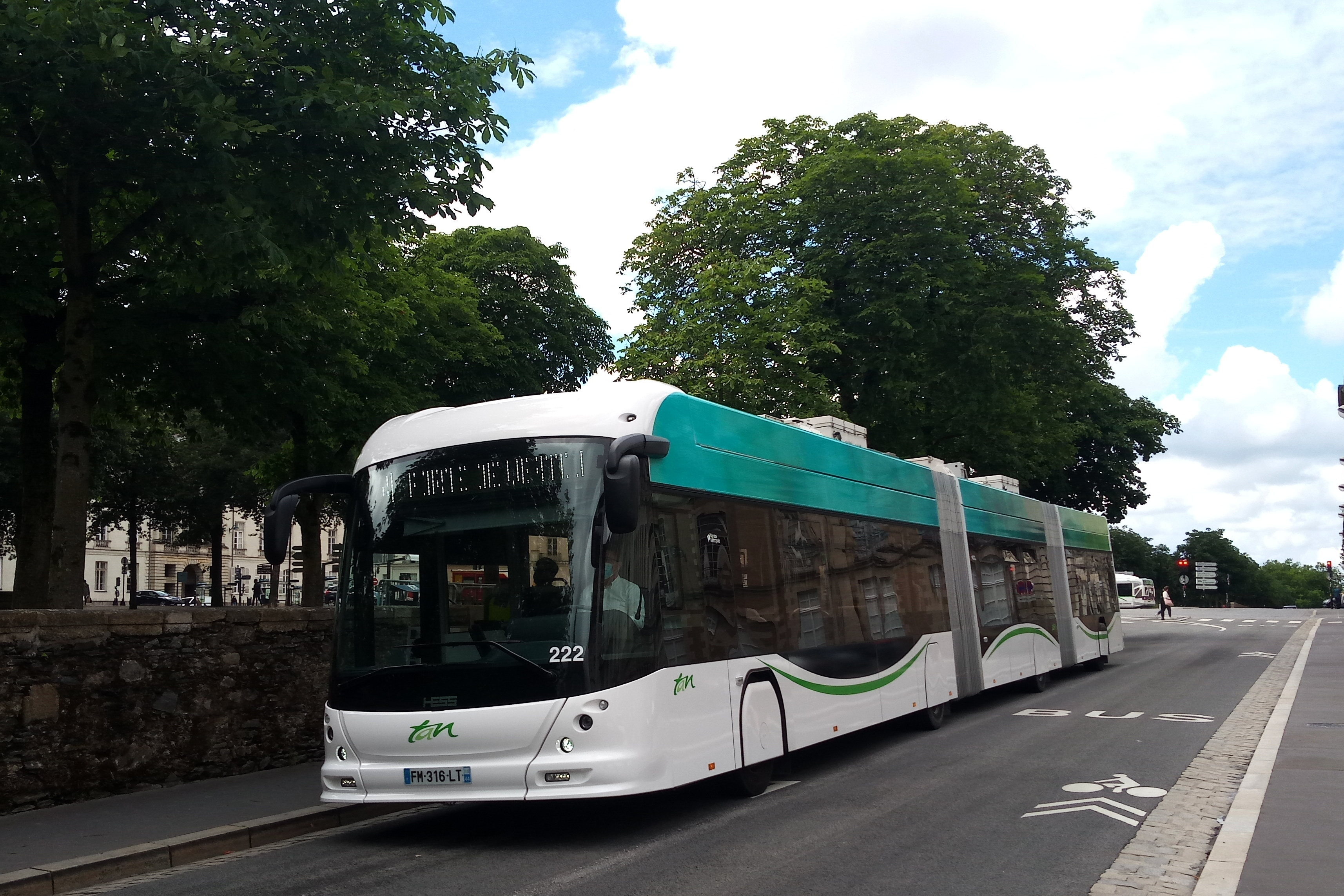
Hess lighTram N°222 quittant Foch ─ Cathédrale.

Le Hess lighTram 25 TOSA, surnommé « e-Busway » à Nantes, est la nouvelle génération de Busway qui assurent la ligne 4 depuis février 2020. Ils ont été commandés à partir de 2017 pour pallier la forte fréquentation de la ligne 4, en remplacement des Citaro G GNV qui n'étaient plus assez capacitaires.
La marque « e-Busway » est elle aussi une marque déposée.
Mesurant 24 mètres pour une capacité de 200 places dont 40 assises (soit une quarantaine de plus par rapport aux Citaro G), les lighTram permettent donc d'augmenter de 35% la capacité de la ligne, et offrent un plus grand confort, avec le Wi-Fi à bord, des écrans d'information en temps réel et de prises USB. L'alimentation de ces véhicules électriques s'effectue par un système de biberonnage dénommé TOSA, avec des batteries placées sur le toit qui se rechargent grâce à un bras télescopique qui se branche à des totems de 600 kW situés aux 2 terminus (2 totems à Foch ─ Cathédrale et 4 à Porte de Vertou) et à 2 stations (2 à Beaulieu et 2 à Greneraie). Ces totems, designés par l'agence AUP Architectes, disposent d'un rail de 2 mètres de long suspendu à 4,50 mètres au-dessus de la voirie, et inséré dans un cylindre horizontal de 2,60 mètres de long et de 0,60 mètre de diamètre. Ce système permet une autonomie illimitée sur la ligne.
Question design intérieur et extérieur, les e-Busway arborent une nouvelle livrée imaginée par l'entreprise Graphibus et déjà posés sur les Urbanway 18 GNV de la Semitan, ainsi qu'un nouvel intérieur imaginé par l'agence de design lyonnaise Avant-première : des sièges « Citipro » de l'entreprise italienne Ruspa avec des ports USB et un tissu réalisé par l'entreprise suisse Lantal spécialement pour le réseau TAN, un sol imitation parquais de Gerflor, un plafond lumineux agrémenté de motifs végétaux, et 6 écrans de 38 pouces (soit une diagonale d'environ 1 mètre) de Lumiplan.

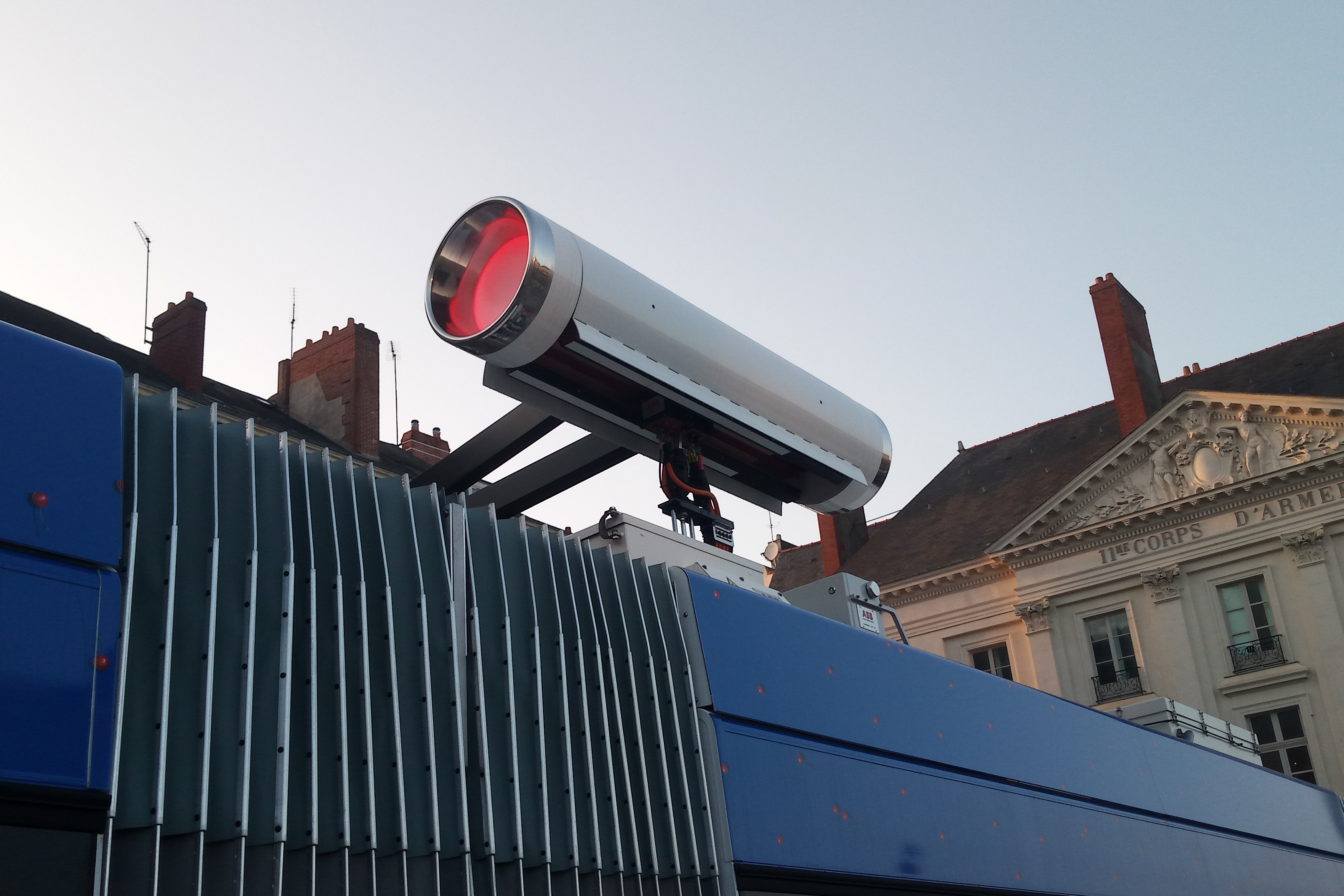
Bras de recharge du lighTram N°214 branché à un des 2 totems de Foch ─ Cathédrale. Les totems s'éclairent en rouge lorsqu'un e-Busway se recharge, et en blanc la nuit.

Après que Nantes Métropole ait voté l'électrification de la ligne 4 en décembre 2015, et que la SEMITAN ait obtenu le mandat pour l’achat de Busway électriques en février 2016, c'est le carrossier Hess qui est choisi en juin 2017 pour fournir 22 bus bi-articulés électriques après un appel d'offres lancé en juillet 2016. Ce carrossier a d'ailleurs choisi de travailler avec l'entreprise ABB pour la fabrication du système de recharge et de stockage électrique dit « recharge par opportunité ».
Le choix de bus électriques par Nantes Métropole a pour objectif de réduire les rejets toxiques de 1300 tonnes de CO₂/an. Plus particulièrement, le choix du système TOSA permet de mettre de côté les solutions de recharger les véhicules au dépôt la nuit (nécessitant l'embarquement de plusieurs batteries, ce qui ferait perdre de l'espace pour les usagers) ou l'installation de lignes aériennes de contact pour les trolleybus.
Avant l'arrivée des nouveaux e-Busway, différents travaux sont effectués sur la ligne, notamment l'installation de bornes à certaines stations, et un nouveau dépôt a été construit à partir de janvier 2019 sur la zone de la Vertonne à Vertou. Ainsi, avec le prix d'un e-Busway qui s'élève à 1,2 million d'euros, l'investissement total de l'augmentation de la capacité de la ligne 4 atteint les 53 millions d'euros.
Le premier véhicule, le numéro 201, est livré au dépôt de Trentemoult le 4 décembre 2018 puis est présenté au public le 12 décembre devant le Château des Ducs de Bretagne. Il aborde alors une livrée spéciale sur son carénage qui présente les nouvelles fonctionnalités des e-Busway (cette livrée a depuis été remplacée par la livrée définitive Untitled de Kees Visser). Ce véhicule est ensuite parti à la 25e édition du Busworld du vendredi 18 au mercredi 23 octobre 2019 à Bruxelles. Entre-temps, les e-Busways sont homologués en juin 2019.
À partir de février 2019 sont effectués des tests sur la ligne avec l'arrivée de nouvelles unités sur Nantes. Les premiers essais avec voyageurs ont lieu à partir du 20 août 2019 : le numéro 203 circule alors seul sur la ligne, avant d'être rejoint par 4 autres le 27 septembre 2019,. La veille, le 26 septembre, date de l'inauguration des premiers e-Busway par Johanna Rolland, a lieu également une démonstration publique du rechargement du N°218 à Foch ─ Cathédrale ainsi qu'une exposition de 5 e-Busway (les N°203, 209, 211, 213 et 219) sur le miroir d'eau devant le château avec leurs livrées définitives dessinées par 5 artistes différents.
Le premier service commercial est assuré le 4 octobre 2019, mais des problèmes de jeunesse retardent l'exploitation intégrale de la ligne 4 avec ces véhicules, prévu pour décembre 2019. Au 30 janvier 2020, seulement 14 véhicules roulent sur les 19 services de la ligne 4, et c'est donc finalement début février 2020 que la ligne 4 est exploitée en intégralité par des Hess lighTram.

##### Œuvres d'art
En collaboration avec Le Voyage à Nantes et Nantes Métropole, la SEMITAN a mis à disposition à 22 d'artistes le carénage des lighTram, afin de faire des e-Busway un support mobile qui accueille une collection d'œuvres uniques et pérennes,.

##### Galerie photos

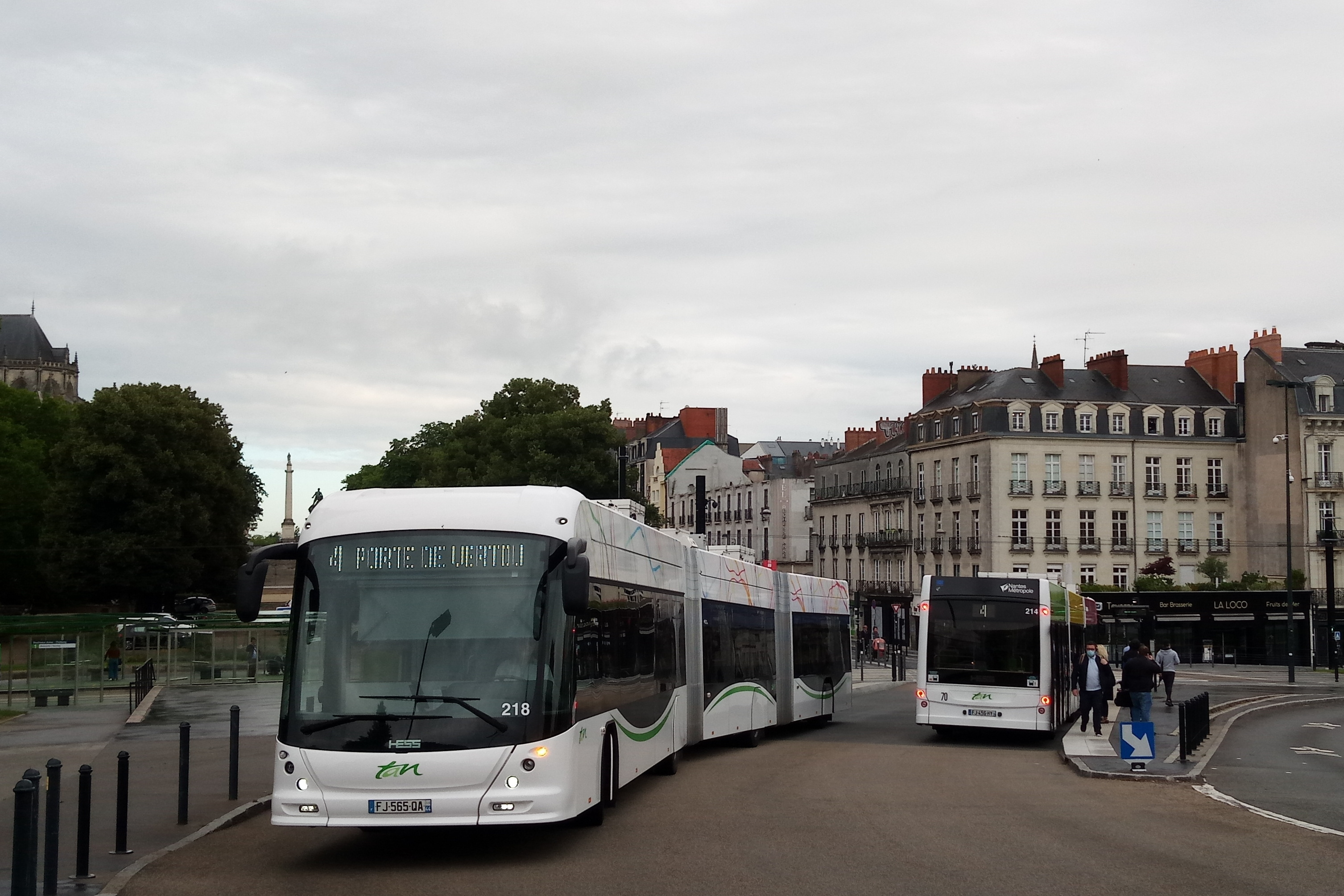
lighTram 218 et 214 à Duchesse Anne
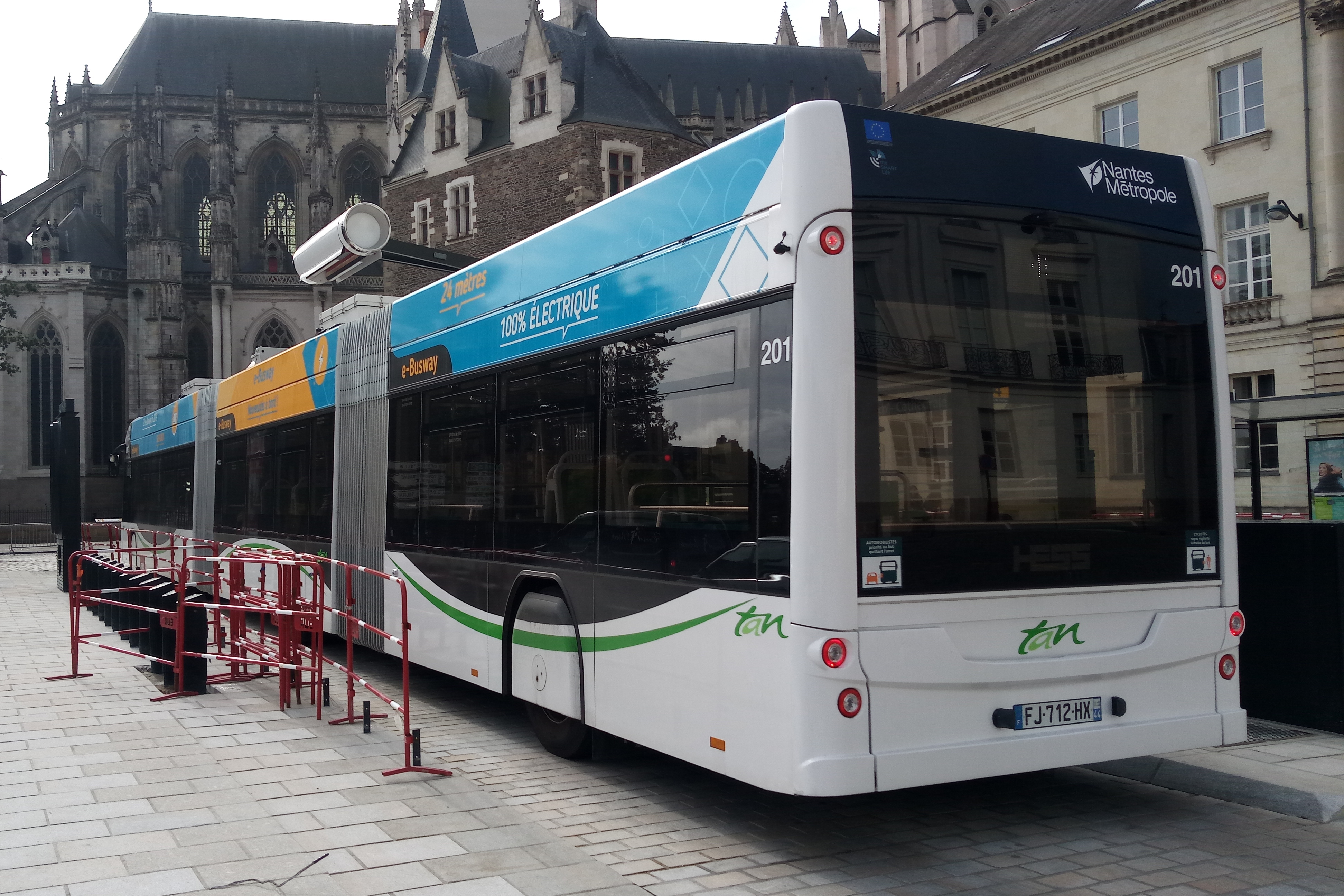
lighTram 201 à Foch avec une livrée spéciale pour l'arrivée des e-Busway
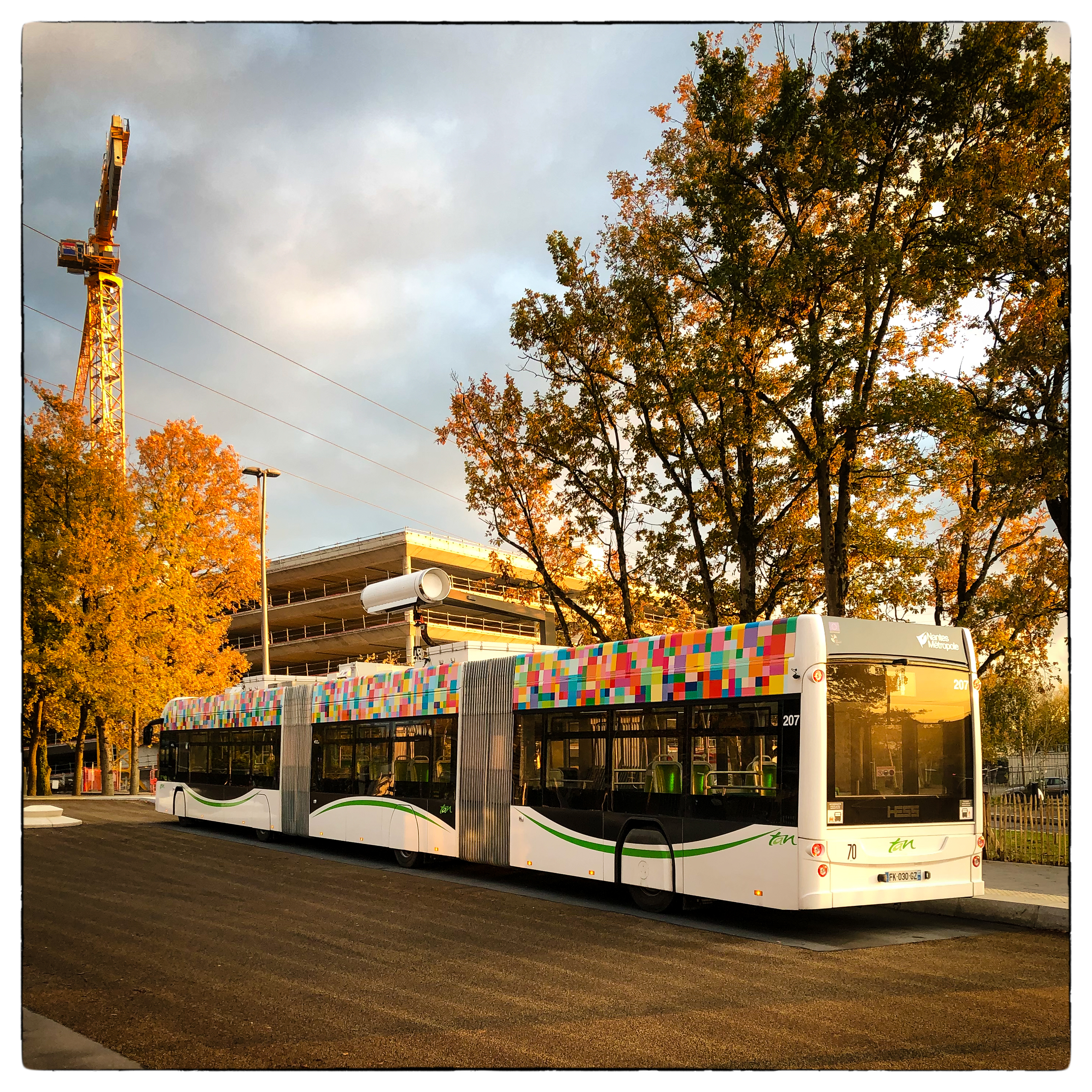
lighTram 207 à Porte de Vertou
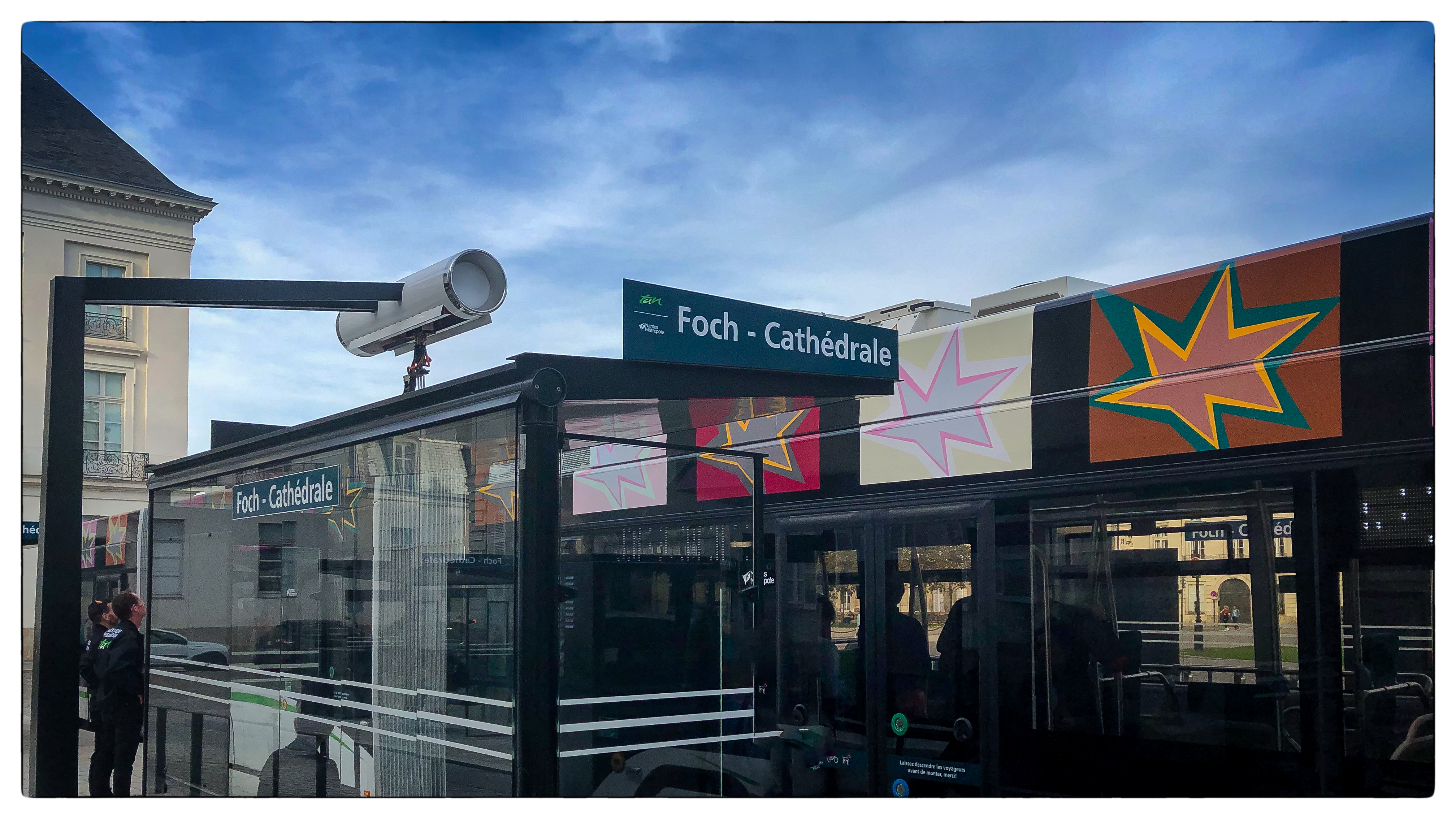
Carénage du 204

#### Iveco Urbanway 18 GNV Hybrid
Pour remplacer les anciens Citaro G GNV BHNS, de nouveaux autobus articulés sont progressivement déployés sur la ligne 5 à partir de fin 2022 : des Iveco Bus Urbanway 18 GNV équipés d'une assistance électrique « Mild-Hybrid » et d'un système permettant de couper le moteur à l'arrêt afin d'économiser du carburant,,.
Le premier véhicule de la série, le numéro 801, a été présenté le samedi 10 décembre 2022 lors de l'inauguration du parvis de la gare sud. Outre la climatisation, ces véhicules disposent également d'une rampe d'accès pour les PMR (plus longue que les Citaro G GNV mais plus courte que les Urbanway 18 GNV « classiques ») qui s'ouvrira à chaque station. L'achat de ces nouveaux autobus a représenté un investissement de 12 millions d'euros.

### Stations
Le réseau dispose de 30 stations réparties sur les deux lignes (15 pour la ligne 4, et 16 pour la ligne 5), dont une (Île de Nantes) qui est commune aux deux lignes. Toutes les stations possèdent des quais accessibles aux PMR avec une rampe d'accès à chaque extrémité, des bandes de plaques podotactiles au bord de la voie propre, et des quais à hauteur des bus facilitant la montée à bord.
La majorité des stations possèdent 2 quais face à face (un par sens) ayant chacun une capacité d'accueil d'un bus. Les quatre terminus sont constitués de plusieurs quais afin de mettre plusieurs bus en attente (2 quais pour Foch ─ Cathédrale, Gare Sud et Hangar à Bananes, et 4 quais pour Porte de Vertou).
Question mobilier, chaque quai en station dispose d'une longue (pour la ligne 4) ou de deux petites (pour la ligne 5) aubettes de la marque JCDecaux, et d'une borne d'information voyageurs (BIV). Au moins un distributeur automatique de titres est également présent sur l'un des deux quais.

#### Stations de la ligne 4
Les stations de la ligne 4 sont basées sur l'organisation de stations type tramway, mais possèdent quelques aménagements particuliers : les aubettes sont plus longues (près de 19 mètres de long) et permettent d'avoir une plus grande surface couverte, les barrières en fond de quai sont retirées afin de faciliter l'accès des piétons, et certaines stations sont conçues avec une forme de « baignoire » ou la voie propre descend afin de mettre les véhicules à hauteur du quai et ainsi faciliter la montée à bord.
Les aubettes sont fabriquées en verre et avec une structure de couleur marron. Elles disposent de supports permettant de contenir le plan du réseau et la fiche horaires papier de la ligne ou des affiches promotionnelles, ainsi que de supports de pubs à chaque extrémité de l'abri. Le plateau de la station possède un enrobé clair, et disposent au centre de grands mâts d'éclairage ou de lampadaires plus petits avec une hauteur alternante, et d'arbres.
Le mobilier des stations a été conçu, fabriqué et posé par l'entreprise Constructions Métalliques Richard, qui s'est occupé des potelets, des corbeilles, des habillages d’armoires électriques et des totems de support des BIV. Cette agence a également réalisé un abri voyageur vitré en forme de rotonde, avec une structure légère en acier, pour la station Duchesse Anne ─ Château. L'aménagement urbain a été réalisé par l'agence nantaise d'architecte Tétrarc (qui a également réalisé les stations Pirmil et Neustrie de la ligne 3).
Les deux terminus disposent quant à eux d'aménagements particuliers. Foch ─ Cathédrale disose de deux quai côte à côte avec les mêmes aubettes que sur le réseau bus, et Porte de Vertou, après ses travaux de réaménagement avec l'arrivée des e-Busway, dispose également de quais avec des aubettes classiques comme le réseau de bus.

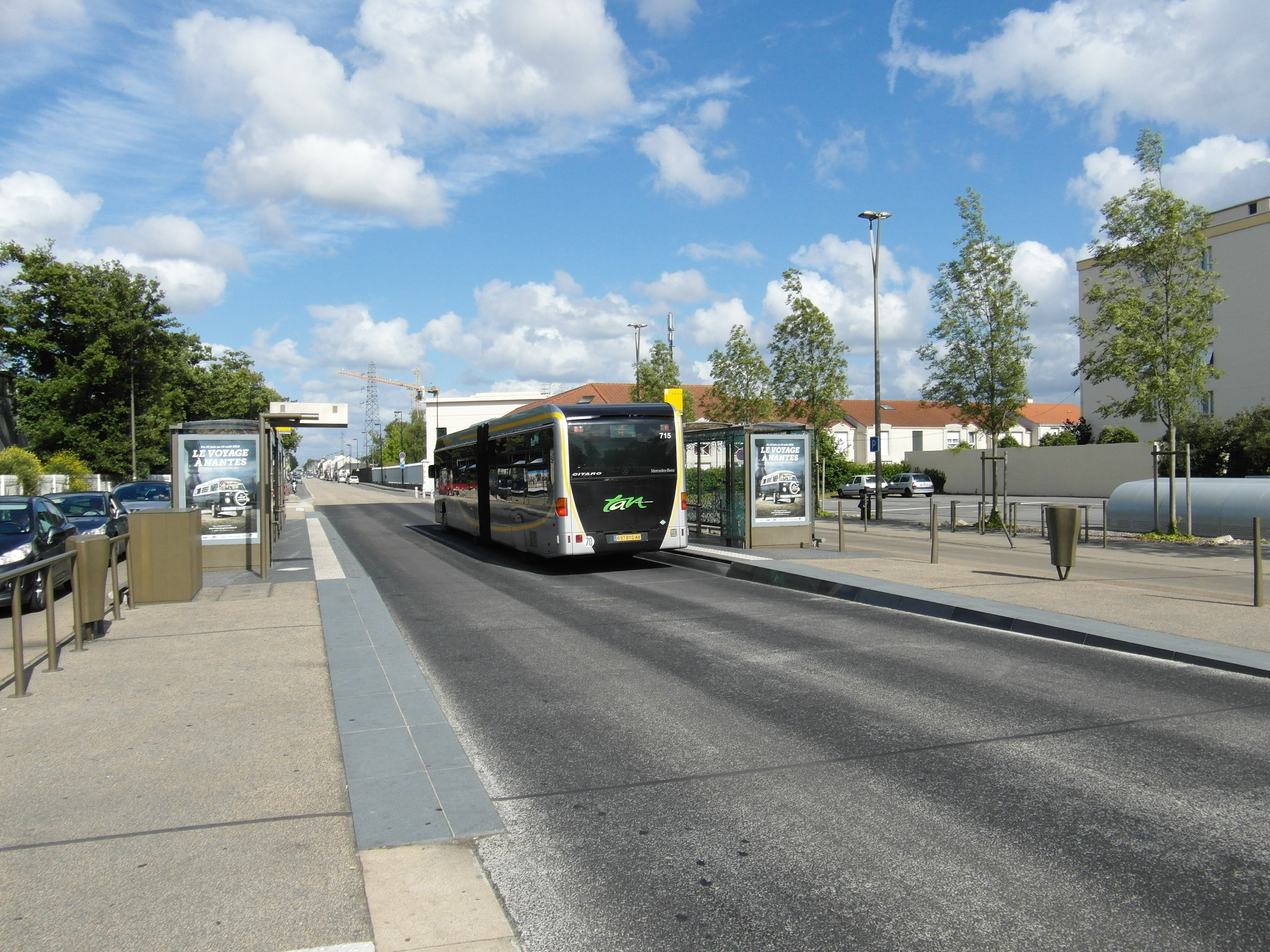
La station Joliverie.
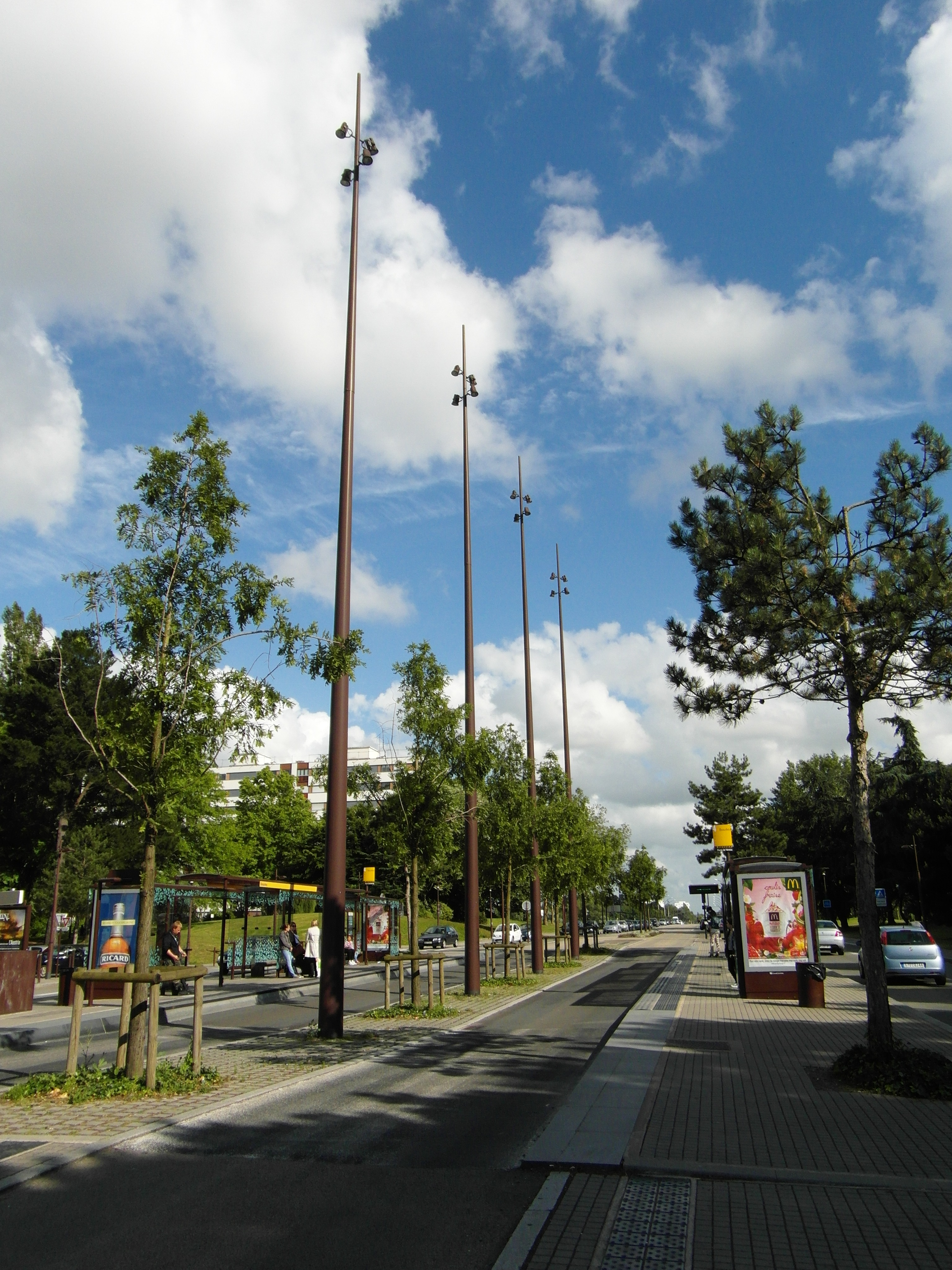
Les grands mâts et les arbres au centre de la station Beaulieu.
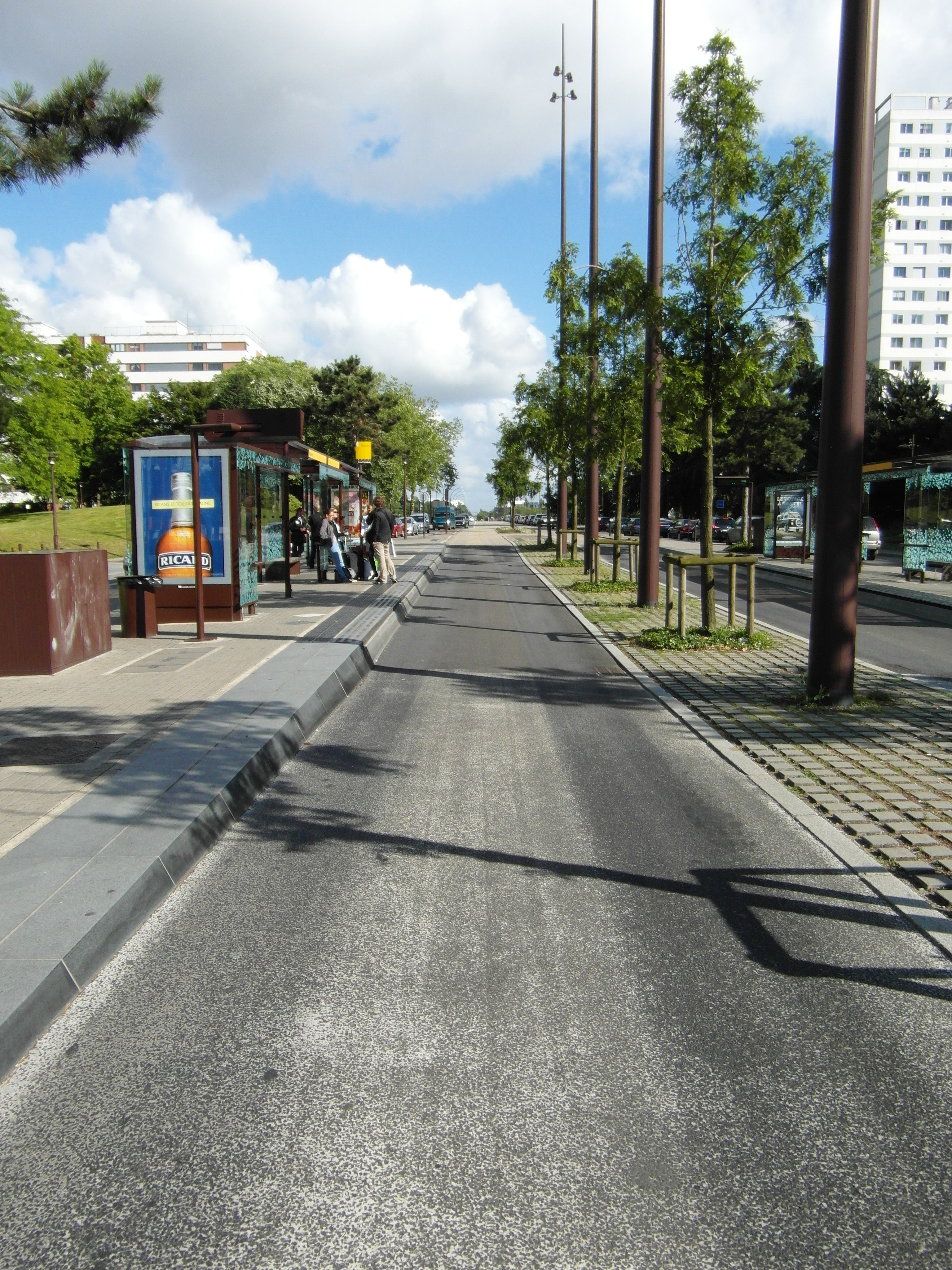
La « baignoire » de la station Beaulieu.
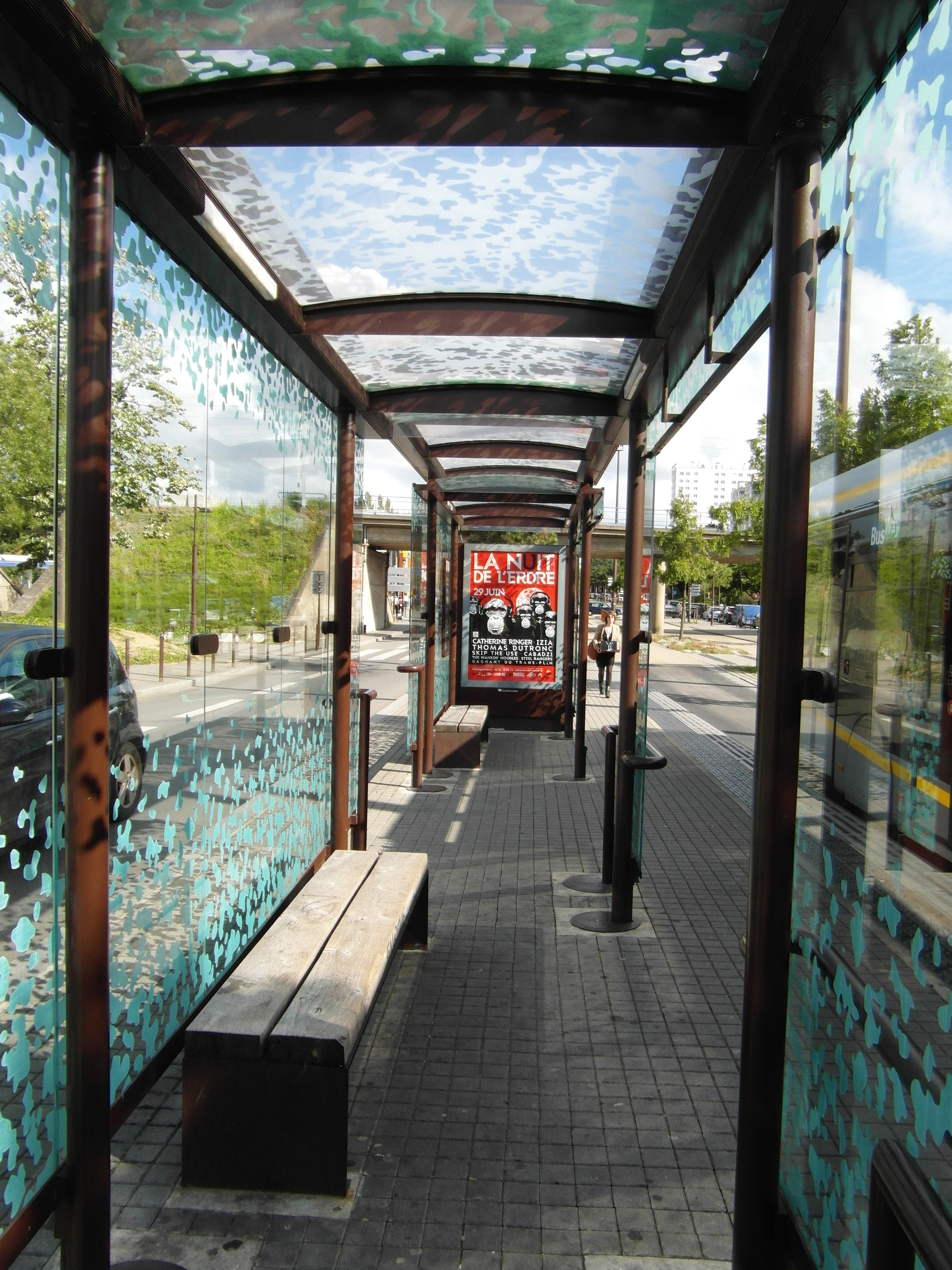
Intérieur d'une aubette à la station Île de Nantes.
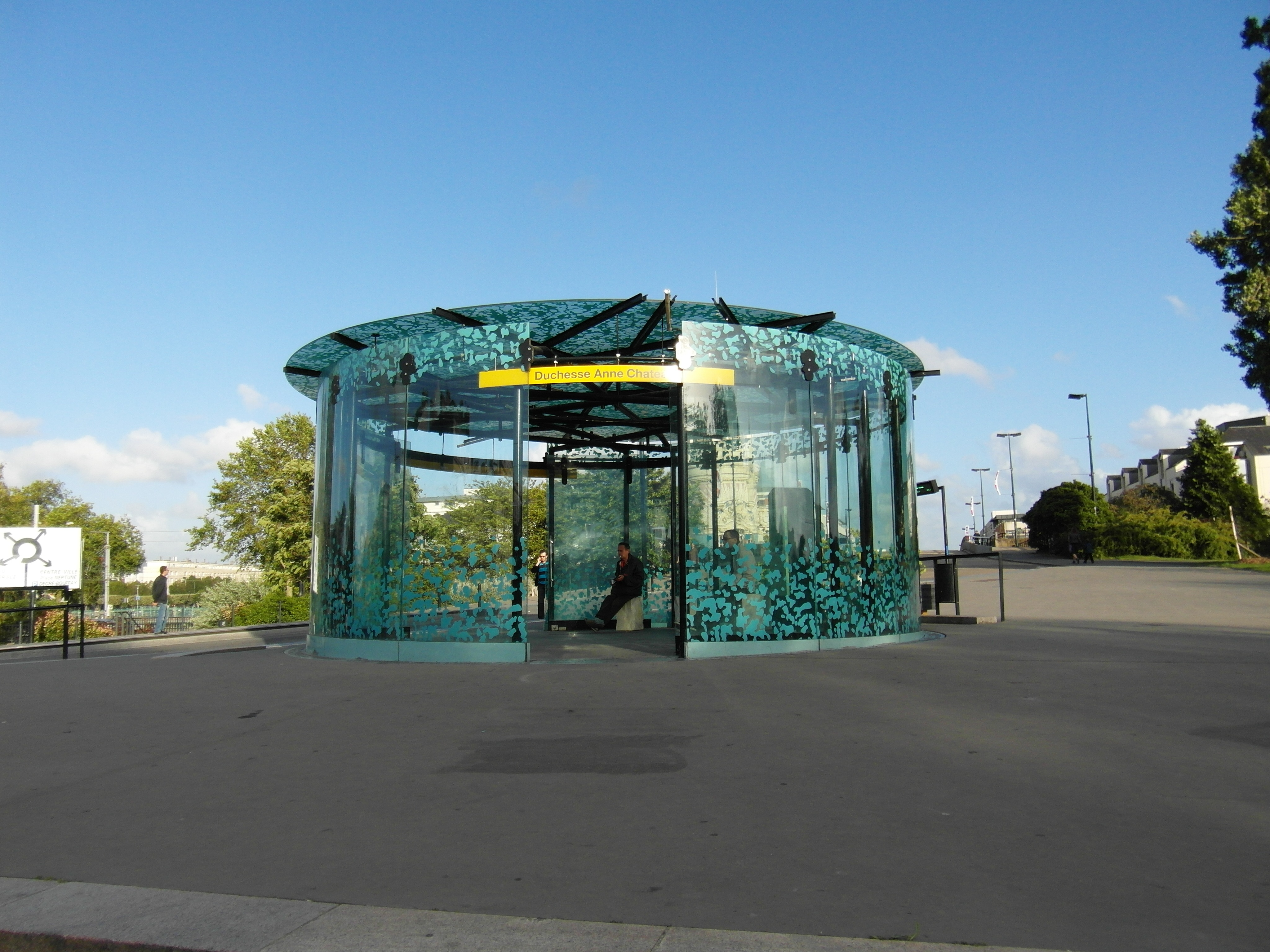
L'abri rotonde de la station Duchesse Anne.
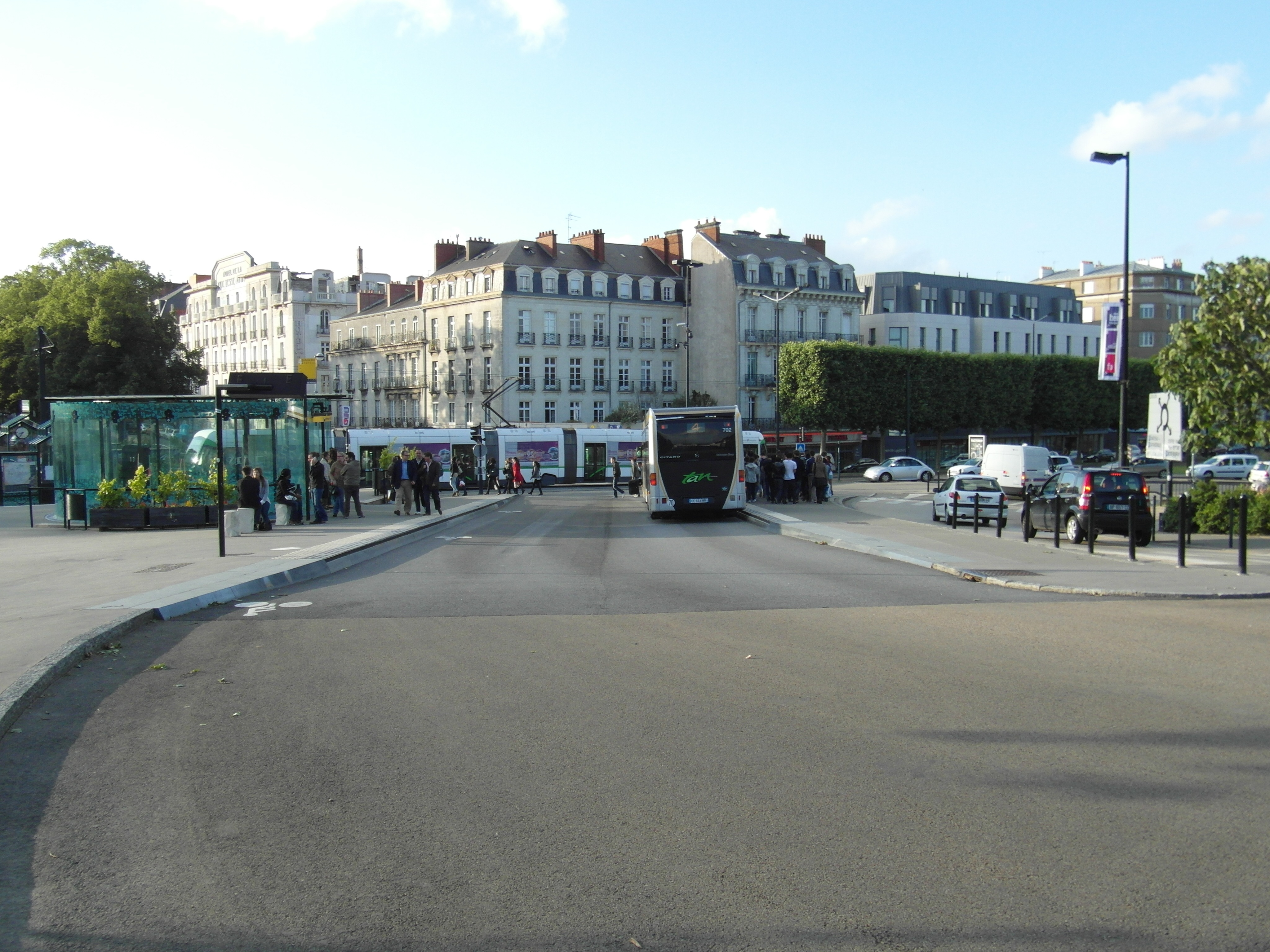
Autre vue de la station Duchesse Anne.
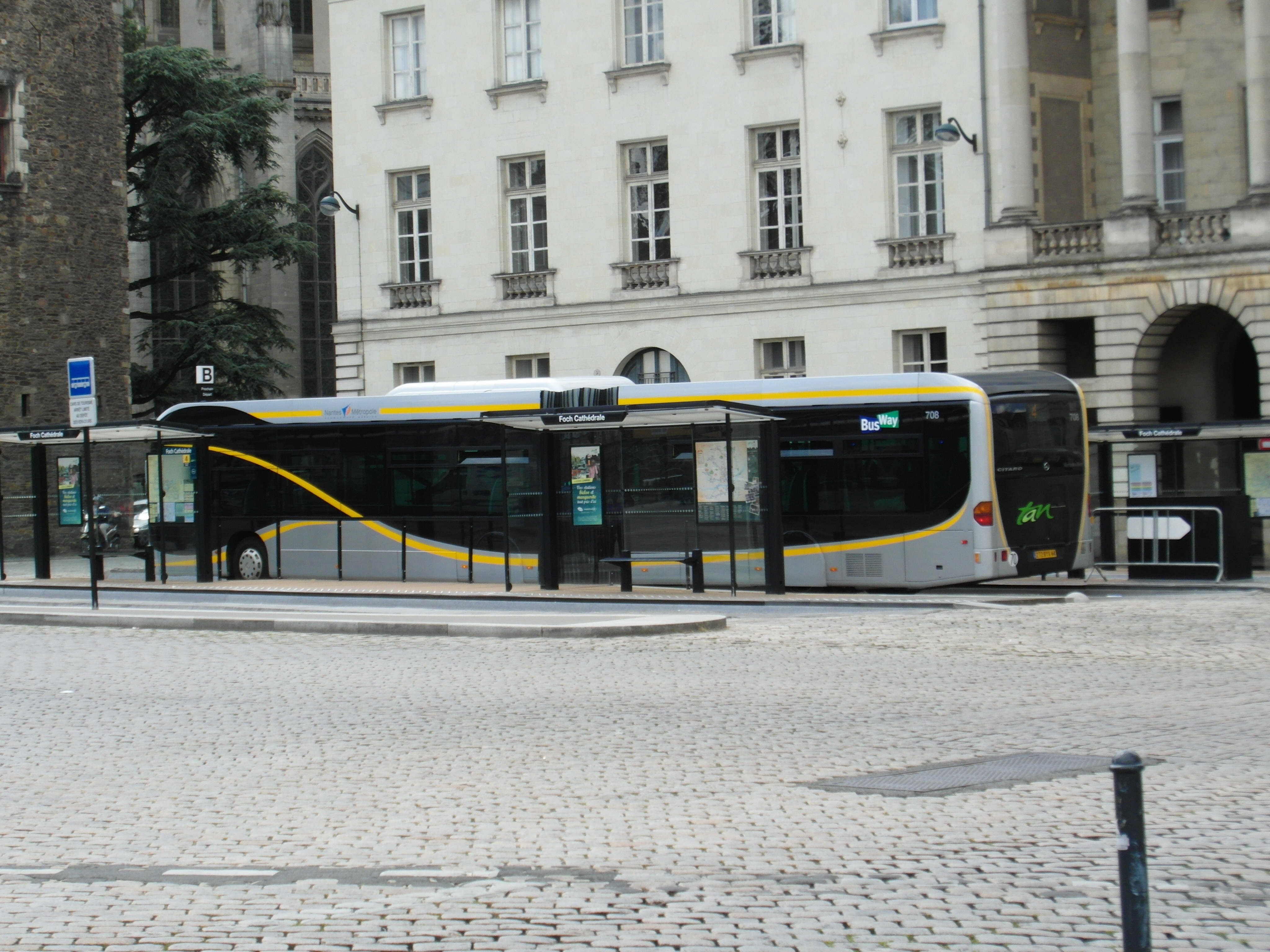
Foch ─ Cathédrale dispose d'abris classiques comme sur le réseau de bus.
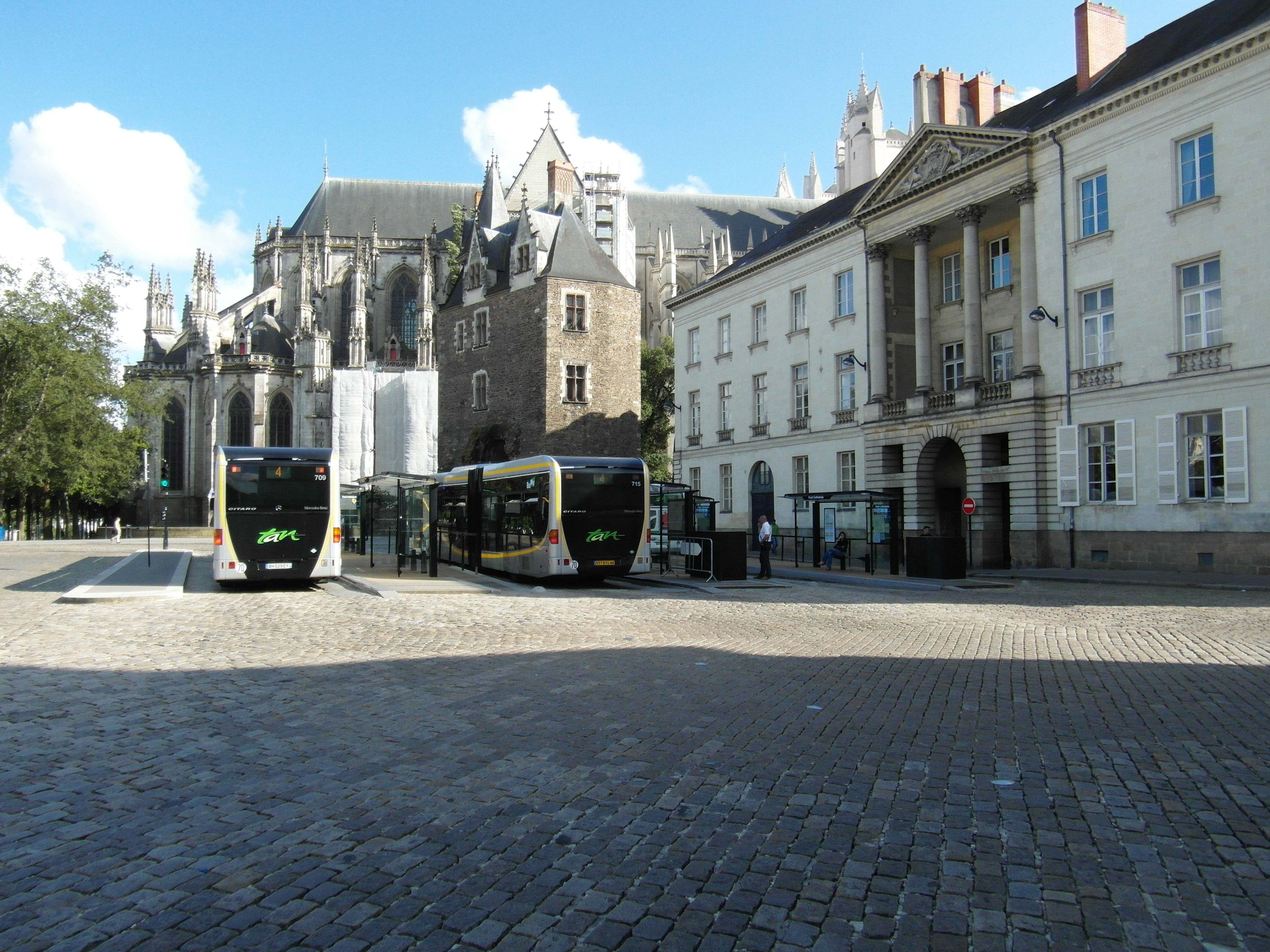
Autre vue du terminus Foch ─ Cathédrale.

#### Stations de la ligne 5
Les stations de la ligne 5 disposent d'un à deux Abribus de la marque JCDecaux par quai, de couleur marron (sur l'Île de Nantes) ou grise (autour de la gare). Lors du lancement de la ligne 5, une rampe a été ajoutée sur les quais au niveau de la deuxième porte des Busway afin d'hausser la hauteur des quais et ainsi faciliter l'accès des PMR.

### Parcs relais
Le réseau de Busway de Nantes dispose de 7 parcs relais répartis sur les 2 lignes, sur les 62 parcs relais que compte le réseau TAN au total. Certains disposent d'un contrôle d'accès (avec une tarification spécifique aux parcs relais, ou un accès gratuit à ceux-ci pour les abonnés Libertan), et d'autres sont accessibles 24h/24 et 7j/7 librement. Ces parkings sont gérés par la société d'économie mixte Nantes Gestion Équipements (NGE).

#### Travaux et réaménagements
Le 24 août 2020, un nouveau parking silo de 7 étages a ouvert et est venu remplacer l'ancien parc relais en enclos « Porte de Vertou 2 ». Ce nouveau parking possède une capacité de 749 places (plus le parc relais adjacent « Porte de Vertou 1 » de 207 places, ce qui amène la capacité totale des parcs relais de Porte de Vertou à 956 places, au lieu de 507 auparavant). Le bâtiment, conçu par l'agence parisienne R Architecture, est un grand carré de 60 mètres de côté avec un vaste atrium planté en son centre.
50 places vélos sécurisées, 23 places motos et 18 bornes de recharge électriques (dont 8 pour les vélos électriques et 10 pour les voitures) ont également été installés. Les travaux ont duré un an et demi, et ont coûté 12,16 millions d’euros (dont 3,2 millions financés par l'Union européenne).

### Fréquentation

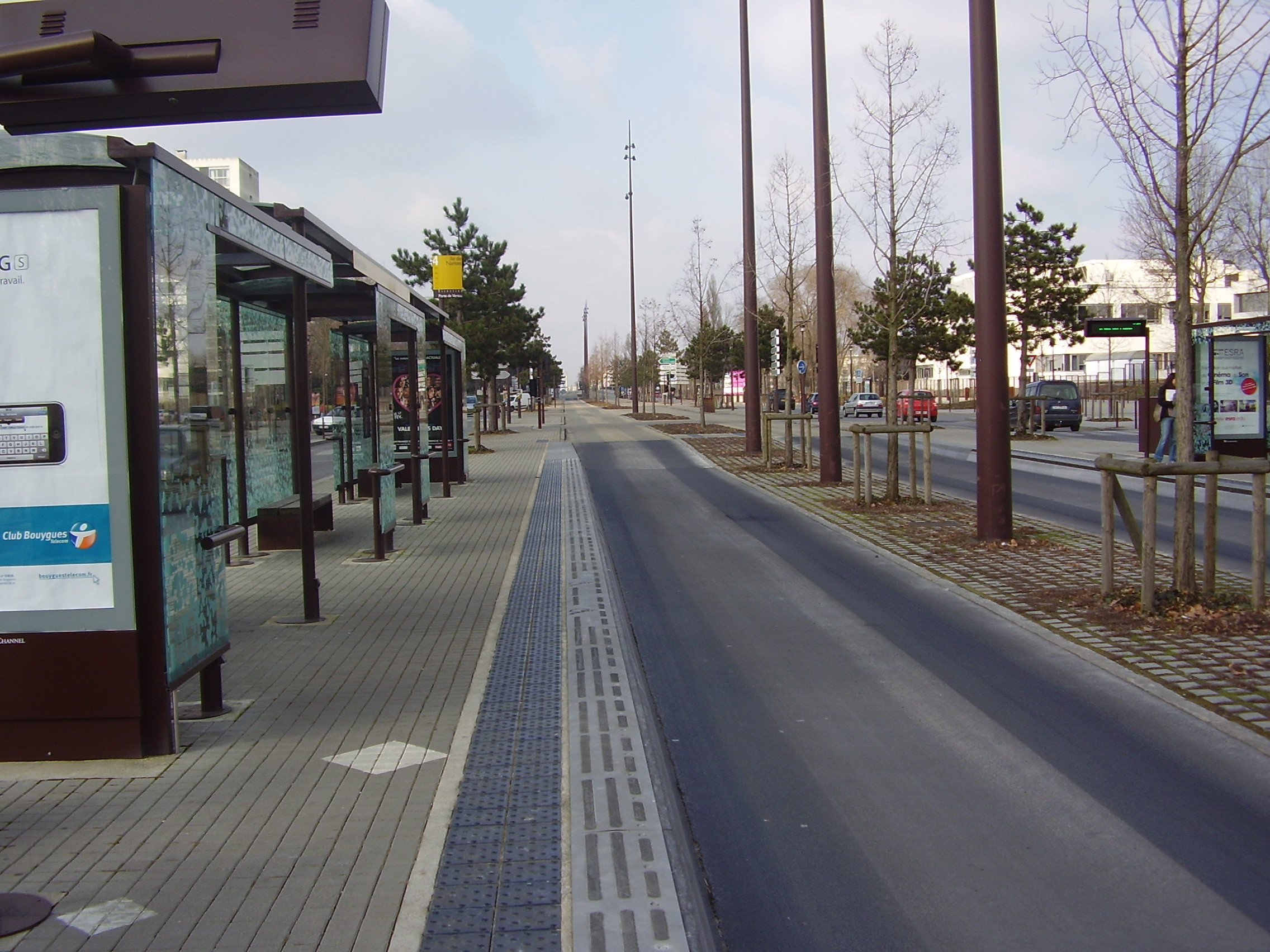
La station Île de Nantes est la seule station commune aux deux lignes.

La fréquentation n'a fait qu'augmenter depuis le lancement du réseau, passant ainsi de 17 000 voyageurs par jour en semaine en 2006, à 43 089 en 2019.
Par ailleurs, en 2015, pour la première fois depuis la mise en service le la ligne 4, une baisse de la fréquentation de – 0,3 % a été constatée, par rapport à 2014.
En sachant que la ligne 5 a été inaugurée en février 2020, les chiffres jusqu'en 2019 inclus correspondent à la fréquentation de la ligne 4.
| Année                                                | 2006   | 2007   | 2009 | 2010   | 2011 | 2012    | 2013 | 2014 | 2015   | 2016   | 2017 | 2018   | 2019   | 2022             |
| Nombre de voyages annuels (en millions)              |        | 5,3    | 6,4  | 6,6    | 7,1  | 7,5     | 8,7  | 8,8  | 8,7,   | 8,9    | 9,5  | 9,8    | 9,3    |                  |
| Nombre de voyages par jour en semaine                | 17 000 | 23 600 |      | 28 000 |      | 34 000, |      |      | 37 000 | 38 000 |      | 42 660 | 43 089 | 22 400 (ligne 5) |
| Nombre de kilomètres annuels effectués (en millions) |        | 0,7    |      | 0,8    |      |         |      |      | 0,9    |        |      | 0,9    |        |                  |

## Infrastructures
Les Busway disposent en grande partie de voies qui leur sont réservées (et parfois surélevées, comme celles de la ligne 4 réhaussées de 14 cm par rapport aux voies adjacentes).

### Conduite et signalisation

Signal R17 avec SAC.

Les Busway ne possédant pas de boutons d'arrêt demandé, ils doivent s'arrêter à chaque station afin de faire monter et descendre tous les passagers (ce qui n'est pas le cas des bus ou il faut actionner un bouton d'arrêt demandé si l'on veut descendre, ou faire signe au conducteur à l'arrêt si l'on veut monter).
La signalisation du réseau Busway est basée sur celle du tramway et reprend donc les mêmes signaux : un signal R17 pour véhicules des services réguliers de transport en commun (composé, de haut en bas, d'une barre blanche (équivalent du « feu rouge »), d'un rond blanc (équivalent du « feu orange ») et d'une barre blanche verticale (équivalent du « feu vert »)) est complété par un Signal d'aide à la conduite (SAC) fixé en dessous (composé d'un losange orange qui s'allume lorsqu'un bus est détecté, et d'un point d'exclamation bleu qui clignote quelques secondes avant que le signal passe « au vert » (passage de la barre blanche horizontale à la barre blanche verticale)).
Au niveau d'un croisement entre les voies de Busway et une route ou un passage piéton, les automobilistes disposent de signal d'arrêt R24 et les piétons de signal d'arrêt pour piétons R25. Ces feux interdisent momentanément la traversée des voies, le temps du passage du (ou des) bus.

### Dépôts
Le réseau de Busway dispose de deux dépôts en charge chacun d'une ligne du réseau :
- le dépôt de la Vertonne chargé de la gestion de la ligne 4
- le dépôt de Trentemoult chargé de la gestion de la ligne 5

## Exploitation

### Tarification
Le tarif appliqué sur le réseau de Busway est celui du réseau TAN : les voyageurs occasionnels peuvent utiliser des tickets à l'unité (1h, 24h, samedi...) et les voyageurs réguliers leur carte « Libertan » ou leur billet mensuel pour effectuer un trajet sur le réseau. Ces titres donnent également accès à l'ensemble du réseau TAN (tramway, bus et Navibus), à certaines lignes Aléop et dans les TER Pays de la Loire en deuxième classe (uniquement pour un trajet effectué à l'intérieur de l'agglomération), et sont valables sur la plage horaire indiquée. Le réseau est gratuit tous les jours pour les enfants accompagnés de moins de 6 ans (hors cars scolaires et sorties scolaires) et est entièrement gratuit le week-end. Sur le réseau Busway, les titres peuvent être achetés aux bornes automatiques à chaque station, à l'Espace Mobilité de Commerce ou en point relais (pas de vente de titres à bord des bus).
Pour valider son titre de transport, les usagers ont à disposition un oblitérateur Trapèze-Elgeba Ticompact 02 ou Elgeba MC692 pour les tickets, et un valideur sans contact ACS VPE 420 pour les cartes « Libertan » au niveau de chaque porte à l'intérieur des e-Busway. Les Citaro G disposent quant à eux d'un valideur Trapèze-Elgeba Ticompact 01 pour les tickets (à la place des Ticompact 02).
Au 1er janvier 2019, pour les voyageurs occasionnels, le prix d'un ticket 1 heure s'élevait à 1,70 euro, le carnet de 10 tickets 1 heure à 15,60 euros, le ticket groupe scolaire à 9,50 euros, le ticket 24 heures à 5,80 euros et le ticket 24 heures pour 4 personnes voyageant ensemble à 10,00 euros.

### Système d'aide à l'exploitation et à l'information voyageurs

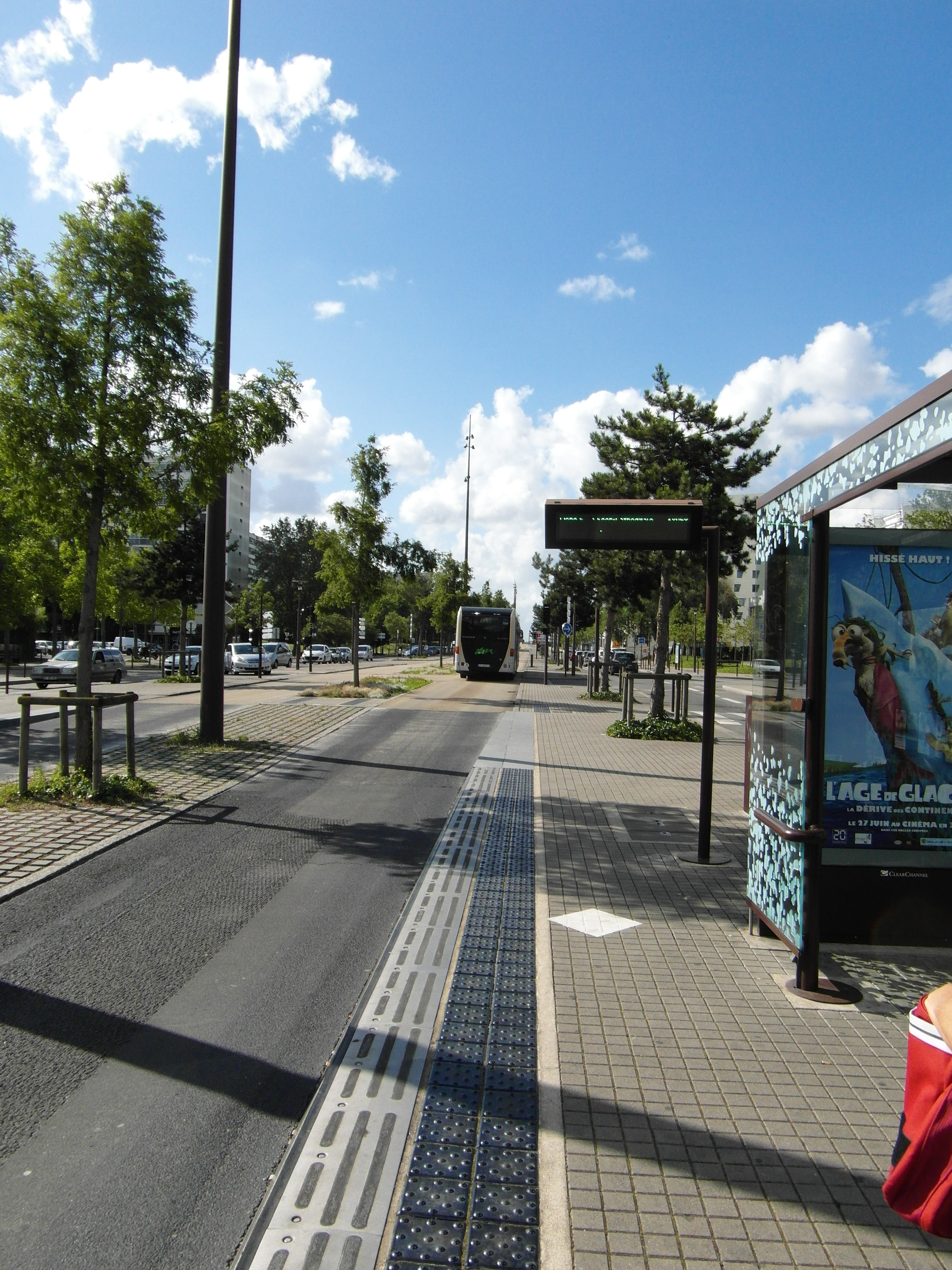
Borne d'information voyageurs (BIV) sur un quai de la ligne 4.

#### Pour l'exploitant et les conducteurs
Le Système d'aide à l'exploitation (SAE) du Busway nantais est un système permettant de collecter des données sur la position du véhicule, afin d'informer le conducteur, via une interface, de son avance/retard ou du tracé qu'il va emprunter. Ce système permet également au PCC Busway (un pour les deux lignes de Busway) de gérer l'ensemble des bus en circulation. Le SAE des Busway, déployé en 2013, est un SAE INEO et est basé sur un système radio Tetra Thales métropolitain.

#### Pour les usagers
Pour les usagers, le Système d'information voyageurs des Busway est constitué :
- de Bornes d'Information Voyageurs (BIV) à chaque station indiquant le temps d'attente du prochain bus et les éventuelles perturbations ou messages informatifs
- de girouettes à l'avant, sur les faces latérales et à l'arrière des bus indiquant la ligne et la destination
- de plusieurs bandeaux défilants (uniquement à bord des Citaro G) indiquant la destination, le prochain arrêt, l'heure et les éventuelles perturbations
- d'écrans Lumiplan d'un mètre de large indiquant le prochain arrêt, la liste des arrêts desservis, le temps de trajet jusqu'aux arrêts principaux, et d'autres informations diverses (date, heure, info trafic, annonce de déviation...)
- d'annonces sonores à bord indiquant la destination et le prochain arrêt

En complément, d'autres affiches à l'intérieur des véhicules informent les usagers sur les tarifs en vigueur et le règlement appliqué.

## Projets
Un prolongement de la ligne 4 est prévu jusqu'à la ville de Vertou.

### Ligne structurante au sud-ouest de l'agglomération
Le 7 juin 2019, Nantes Métropole envisage la réalisation d'une nouvelle ligne de transport en commun structurant qui relierait les pôles d'échange de Greneraie et Pirmil à Bouguenais. Elle passera par l’ensemble de la route de Pornic, jusqu'à l'extérieur du périphérique, et s'intégrera au projet annoncé de reconfiguration de cette artère (voie aménagée et partagée réservée aux transports en commun et au covoiturage). Le mode transport retenu entre un Busway et un Chronobus n'est cependant pas encore défini.
En février 2021, la création de cette nouvelle ligne de BHNS a été définitivement acté, mais cette ligne partirait finalement de la gare de Nantes en passant par l'Île de Nantes, la route de Pornic entre Rezé et Bouguenais, puis emprunterait soit le périphérique en site propre, soit une nouvelle voie entre le secteur de la Bouvre et l'aéroport. Le type de ligne (Busway, Chronobus ou autre) et le tarif de la ligne (un trajet sur la navette aéroport coûtant actuellement 9€) n'ont pas été encore précisés. Le projet de créer ou de prolonger une des trois nouvelles lignes de tramway jusqu'à l'aéroport, présenté comme trop coûteux, n'a pas été retenu. Cette nouvelle ligne desservira également une nouvelle halte ferroviaire qui sera créé à proximité de l'aéroport.